# Elezioni amministrative in Italia del 2009
Le elezioni amministrative in Italia del 2009 si sono tenute il 6 e 7 giugno (primo turno) e il 21 e 22 giugno (secondo turno).
In Trentino-Alto Adige le elezioni si sono tenute il 3 maggio (primo turno) e il 17 maggio (secondo turno).

## Sintesi

### Riepilogo sindaci eletti
Coalizione di centro-sinistra
     Coalizione di centro-destra
     Comuni commissariati
| Regione                                                                       | Comune        | Sindaco uscente | Sindaco uscente          | Sindaco eletto | Sindaco eletto            | 1º turno | 1º turno | 2º turno | 2º turno | Seggi   |
| Regione                                                                       | Comune        | Sindaco uscente | Sindaco uscente          | Sindaco eletto | Sindaco eletto            | Voti     | %        | Voti     | %        | Seggi   |
| ----------------------------------------------------------------------------- | ------------- | --------------- | ------------------------ | -------------- | ------------------------- | -------- | -------- | -------- | -------- | ------- |
| Piemonte                                                                      | Biella        |                 | Vittorio Barazzotto (DL) |                | Donato Gentile (PdL)      | 13.969   | 51,74%   | N.D.     | N.D.     | 24 / 40 |
| Piemonte                                                                      | Verbania      |                 | Claudio Zanotti (DL)     |                | Marco Zacchera (PdL)      | 10.083   | 54,09%   | N.D.     | N.D.     | 24 / 40 |
| Piemonte                                                                      | Vercelli      |                 | Andrea Corsaro (Ind.)    |                | Andrea Corsaro (PdL)      | 16.557   | 60,61%   | N.D.     | N.D.     | 26 / 40 |
| Lombardia                                                                     | Bergamo       |                 | Roberto Bruni (SDI)      |                | Franco Tentorio (PdL)     | 35.142   | 51,40%   | N.D.     | N.D.     | 24 / 40 |
| Lombardia                                                                     | Cremona       |                 | Gian Carlo Corada (DS)   |                | Oreste Perri (PdL)        | 19.064   | 45,02%   | 18.454   | 51,51%   | 26 / 40 |
| Lombardia                                                                     | Pavia         |                 | Laura Bianchi            |                | Alessandro Cattaneo (PdL) | 23.838   | 54,38%   | N.D.     | N.D.     | 24 / 40 |
| Trentino-Alto Adige                                                           | Trento        |                 | Alberto Pacher (DS)      |                | Alessandro Andreatta (PD) | 33.473   | 64,42%   | N.D.     | N.D.     | 33 / 49 |
| Veneto                                                                        | Padova        |                 | Flavio Zanonato (DS)     |                | Flavio Zanonato (PD)      | 55.808   | 45,68%   | 56.001   | 52,02%   | 24 / 40 |
| Liguria                                                                       | Imperia       |                 | Luigi Sappa (FI)         |                | Paolo Strescino (PdL)     | 16.054   | 61,65%   | N.D.     | N.D.     | 27 / 40 |
| Emilia-Romagna                                                                | Bologna       |                 | Sergio Cofferati (DS)    |                | Flavio Delbono (PD)       | 112.127  | 49,40%   | 112.789  | 60,77%   | 28 / 46 |
| Emilia-Romagna                                                                | Cesena        |                 | Giordano Conti (DS)      |                | Paolo Lucchi (PD)         | 30.260   | 51,86%   | N.D.     | N.D.     | 18 / 30 |
| Emilia-Romagna                                                                | Ferrara       |                 | Gaetano Sateriale (DS)   |                | Tiziano Tagliani (PD)     | 39.222   | 45,76%   | 39.255   | 56,69%   | 24 / 40 |
| Emilia-Romagna                                                                | Forlì         |                 | Nadia Masini (DS)        |                | Roberto Balzani (PD)      | 34.492   | 49,39%   | 33.870   | 55,05%   | 24 / 40 |
| Emilia-Romagna                                                                | Modena        |                 | Giorgio Pighi (DS)       |                | Giorgio Pighi (PD)        | 51.850   | 50,12%   | N.D.     | N.D.     | 24 / 40 |
| Emilia-Romagna                                                                | Reggio Emilia |                 | Graziano Delrio (DL)     |                | Graziano Delrio (PD)      | 47.742   | 52,45%   | N.D.     | N.D.     | 24 / 40 |
| Toscana                                                                       | Firenze       |                 | Leonardo Domenici (DS)   |                | Matteo Renzi (PD)         | 97.882   | 47,40%   | 100.223  | 59,51%   | 28 / 46 |
| Toscana                                                                       | Livorno       |                 | Alessandro Cosimi (DS)   |                | Alessandro Cosimi (PD)    | 46.375   | 51,53%   | N.D.     | N.D.     | 24 / 40 |
| Toscana                                                                       | Prato         |                 | Marco Romagnoli (DS)     |                | Roberto Cenni (PdL)       | 45.553   | 45,06%   | 44.591   | 50,91%   | 24 / 40 |
| Umbria                                                                        | Perugia       |                 | Renato Locchi (DS)       |                | Wladimiro Boccali (PD)    | 51.114   | 52,93%   | N.D.     | N.D.     | 24 / 40 |
| Umbria                                                                        | Terni         |                 | Paolo Raffaelli (DS)     |                | Leopoldo Di Girolamo (PD) | 32.776   | 49,46%   | 28.722   | 53,01%   | 24 / 40 |
| Marche                                                                        | Ancona        |                 | Carlo Iappelli           |                | Fiorello Gramillano (PD)  | 23.991   | 40,92%   | 28.579   | 56,76%   | 24 / 40 |
| Marche                                                                        | Ascoli Piceno |                 | Fabio Costantini         |                | Guido Castelli (PdL)      | 14.253   | 43,29%   | 14.700   | 50,74%   | 24 / 40 |
| Marche                                                                        | Pesaro        |                 | Luca Ceriscioli (DS)     |                | Luca Ceriscioli (PD)      | 29.654   | 52,38%   | N.D.     | N.D.     | 24 / 40 |
| Marche                                                                        | Urbino        |                 | Franco Corbucci (DS)     |                | Franco Corbucci (PD)      | 5.236    | 54,29%   | N.D.     | N.D.     | 13 / 20 |
| Abruzzo                                                                       | Pescara       |                 | Camillo D'Angelo         |                | Luigi Albore Mascia (PdL) | 39.498   | 54,47%   | N.D.     | N.D.     | 24 / 40 |
| Abruzzo                                                                       | Teramo        |                 | Leopoldo Di Mattia       |                | Maurizio Brucchi (PdL)    | 20.239   | 57,07%   | N.D.     | N.D.     | 24 / 40 |
| Molise                                                                        | Campobasso    |                 | Giuseppe Di Fabio (DL)   |                | Luigi Di Bartolomeo (PdL) | 19.387   | 56,67%   | N.D.     | N.D.     | 28 / 40 |
| Campania                                                                      | Avellino      |                 | Giuseppe Galasso (DL)    |                | Giuseppe Galasso (PD)     | 15.997   | 42,08%   | 19.683   | 61,58%   | 24 / 40 |
| Puglia                                                                        | Bari          |                 | Michele Emiliano (DS)    |                | Michele Emiliano (PD)     | 100.614  | 49,09%   | 100.126  | 59,87%   | 27 / 46 |
| Puglia                                                                        | Brindisi      |                 | Domenico Mennitti (FI)   |                | Domenico Mennitti (PdL)   | 20.425   | 37,83%   | 21.458   | 52,54%   | 24 / 40 |
| Puglia                                                                        | Foggia        |                 | Orazio Ciliberti (DL)    |                | Gianni Mongelli (PD)      | 23.142   | 26,43%   | 33.855   | 53,37%   | 24 / 40 |
| Basilicata                                                                    | Potenza       |                 | Vito Santarsiero (DL)    |                | Vito Santarsiero (PD)     | 21.261   | 46,46%   | 21.233   | 59,31%   | 24 / 40 |
| Sicilia                                                                       | Caltanissetta |                 | Salvatore Messana (DL)   |                | Michele Campisi (PdL)     | 15.032   | 39,03%   | 15.626   | 55,21%   | 18 / 30 |
| N.D. (non disponibile) indica che il candidato è stato eletto al primo turno. |               |                 |                          |                |                           |          |          |          |          |         |

## Elezioni comunali

### Piemonte

#### Biella
| Candidati                   | Candidati                   | Voti                        | %     | Liste                                | Voti   | %     | Seggi |
| --------------------------- | --------------------------- | --------------------------- | ----- | ------------------------------------ | ------ | ----- | ----- |
|                             | Donato Gentile ✔️ Sindaco   | 13.969                      | 51,74 | Il Popolo della Libertà              | 8.636  | 34,09 | 17    |
| Lega Nord                   | Donato Gentile ✔️ Sindaco   | 13.969                      | 51,74 | 2.197                                | 8,67   | 4     |       |
| Dino Gentile Sindaco        | Donato Gentile ✔️ Sindaco   | 13.969                      | 51,74 | 1.604                                | 6,33   | 3     |       |
| Lista Pella                 | Donato Gentile ✔️ Sindaco   | 13.969                      | 51,74 | 264                                  | 1,04   | -     |       |
| La Destra                   | Donato Gentile ✔️ Sindaco   | 13.969                      | 51,74 | 207                                  | 0,82   | -     |       |
| Partito Pensionati          | Donato Gentile ✔️ Sindaco   | 13.969                      | 51,74 | 204                                  | 0,81   | -     |       |
| Fiamma Tricolore            | Donato Gentile ✔️ Sindaco   | 13.969                      | 51,74 | 147                                  | 0,58   | -     |       |
| Democrazia Cristiana        | Donato Gentile ✔️ Sindaco   | 13.969                      | 51,74 | 100                                  | 0,39   | -     |       |
|                             | Vittorio Barazzotto         | 9.710                       | 35,97 | Partito Democratico                  | 6.353  | 25,08 | 11    |
| I Love Biella               | Vittorio Barazzotto         | 9.710                       | 35,97 | 1.493                                | 5,89   | 2     |       |
| Italia dei Valori           | Vittorio Barazzotto         | 9.710                       | 35,97 | 977                                  | 3,86   | 1     |       |
| Partito Socialista          | Vittorio Barazzotto         | 9.710                       | 35,97 | 106                                  | 0,42   | -     |       |
| Seggio al candidato sindaco | Seggio al candidato sindaco | Seggio al candidato sindaco | 35,97 | 1                                    |        |       |       |
|                             | Roberto Pietrobon           | 868                         | 3,22  | Partito della Rifondazione Comunista | 545    | 2,15  | -     |
| Sinistra per Biella         | Roberto Pietrobon           | 868                         | 3,22  | 253                                  | 1,00   | -     |       |
| Seggio al candidato sindaco | Seggio al candidato sindaco | Seggio al candidato sindaco | 3,22  | 1                                    |        |       |       |
|                             | Ketty Zampaglione           | 710                         | 2,63  | Lista Civica per Biella              | 618    | 2,44  | -     |
|                             | Emilio Vaglio               | 592                         | 2,19  | Unione di Centro                     | 551    | 2,18  | -     |
|                             | Alberto Perini              | 437                         | 1,62  | Libertà per Biella                   | 410    | 1,62  | -     |
|                             | Francesco Montoro           | 278                         | 1,03  | Biella Viva                          | 263    | 1,04  | -     |
|                             | Nicolò Sapellani            | 218                         | 0,81  | Lista Civica 5 Stelle                | 203    | 0,80  | -     |
|                             | Franco Di Braccio           | 216                         | 0,80  | M.I.B. - Autonomia Biellese          | 201    | 0,79  | -     |
| Totale                      | Totale                      | 26.998                      | 100   |                                      | 25.332 | 100   | 40    |

#### Verbania
| Candidati                                   | Candidati                   | Voti                        | %     | Liste                   | Voti   | %     | Seggi |
| ------------------------------------------- | --------------------------- | --------------------------- | ----- | ----------------------- | ------ | ----- | ----- |
|                                             | Marco Zacchera ✔️ Sindaco   | 10.083                      | 54,09 | Il Popolo della Libertà | 6.240  | 35,91 | 17    |
| Lega Nord                                   | Marco Zacchera ✔️ Sindaco   | 10.083                      | 54,09 | 1.649                   | 9,49   | 4     |       |
| Lista Civica per Verbania                   | Marco Zacchera ✔️ Sindaco   | 10.083                      | 54,09 | 915                     | 5,27   | 1     |       |
| Unione di Centro                            | Marco Zacchera ✔️ Sindaco   | 10.083                      | 54,09 | 460                     | 2,65   | 1     |       |
| Partito Pensionati                          | Marco Zacchera ✔️ Sindaco   | 10.083                      | 54,09 | 95                      | 0,55   | -     |       |
|                                             | Claudio Zanotti             | 8.559                       | 45,91 | Partito Democratico     | 4.612  | 26,54 | 10    |
| Cittadini con Zanotti                       | Claudio Zanotti             | 8.559                       | 45,91 | 1.593                   | 9,17   | 3     |       |
| Italia dei Valori                           | Claudio Zanotti             | 8.559                       | 45,91 | 558                     | 3,21   | 1     |       |
| Rifondazione Comunista - Comunisti Italiani | Claudio Zanotti             | 8.559                       | 45,91 | 438                     | 2,52   | 1     |       |
| Sinistra per Verbania                       | Claudio Zanotti             | 8.559                       | 45,91 | 343                     | 1,97   | -     |       |
| Generazione Verbania                        | Claudio Zanotti             | 8.559                       | 45,91 | 213                     | 1,23   | -     |       |
| Federazione dei Verdi                       | Claudio Zanotti             | 8.559                       | 45,91 | 176                     | 1,01   | -     |       |
| Partito Socialista                          | Claudio Zanotti             | 8.559                       | 45,91 | 84                      | 0,48   | -     |       |
| Seggio al candidato sindaco                 | Seggio al candidato sindaco | Seggio al candidato sindaco | 45,91 | 1                       |        |       |       |
| Totale                                      | Totale                      | 18.642                      | 100   |                         | 17.376 | 100   | 39+1  |

#### Vercelli
| Candidati                                   | Candidati                   | Voti                        | %     | Liste                    | Voti   | %     | Seggi |
| ------------------------------------------- | --------------------------- | --------------------------- | ----- | ------------------------ | ------ | ----- | ----- |
|                                             | Andrea Corsaro ✔️ Sindaco   | 16.557                      | 60,61 | Il Popolo della Libertà  | 11.244 | 44,23 | 20    |
| Lega Nord                                   | Andrea Corsaro ✔️ Sindaco   | 16.557                      | 60,61 | 2.718                    | 10,81  | 4     |       |
| Unione di Centro                            | Andrea Corsaro ✔️ Sindaco   | 16.557                      | 60,61 | 1.369                    | 5,39   | 2     |       |
| Partito Pensionati                          | Andrea Corsaro ✔️ Sindaco   | 16.557                      | 60,61 | 429                      | 1,69   | -     |       |
|                                             | Filippo Campisi             | 7.549                       | 27,63 | Partito Democratico      | 6.064  | 23,85 | 9     |
| Italia dei Valori                           | Filippo Campisi             | 7.549                       | 27,63 | 674                      | 2,65   | 1     |       |
| Seggio al candidato sindaco                 | Seggio al candidato sindaco | Seggio al candidato sindaco | 27,63 | 1                        |        |       |       |
|                                             | Mariapia Massa              | 1.464                       | 5,36  | Voce Libera              | 1.259  | 4,95  | 2     |
|                                             | Pier Giorgio Comella        | 1.111                       | 4,07  | Sinistra e Libertà       | 612    | 2,41  | -     |
| Rifondazione Comunista - Comunisti Italiani | Pier Giorgio Comella        | 1.111                       | 4,07  | 454                      | 1,79   | -     |       |
| Seggio al candidato sindaco                 | Seggio al candidato sindaco | Seggio al candidato sindaco | 4,07  | 1                        |        |       |       |
|                                             | Roberto Romano              | 348                         | 1,27  | La Destra                | 196    | 0,77  | -     |
| Il Futuro per Vercelli                      | Roberto Romano              | 348                         | 1,27  | 99                       | 0,39   | -     |       |
|                                             | Marco Veronese              | 290                         | 1,06  | Movimento Società Futura | 273    | 1,07  | -     |
| Totale                                      | Totale                      | 27.319                      | 100   |                          | 25.421 | 100   | 40    |

### Lombardia

#### Bergamo
| Candidati                              | Candidati                   | Voti                        | %     | Liste                   | Voti   | %     | Seggi |
| -------------------------------------- | --------------------------- | --------------------------- | ----- | ----------------------- | ------ | ----- | ----- |
|                                        | Franco Tentorio ✔️ Sindaco  | 35.142                      | 51,40 | Il Popolo della Libertà | 16.318 | 26,22 | 13    |
| Lega Nord                              | Franco Tentorio ✔️ Sindaco  | 35.142                      | 51,40 | 9.261                   | 14,88  | 7     |       |
| Tentorio Sindaco                       | Franco Tentorio ✔️ Sindaco  | 35.142                      | 51,40 | 5.795                   | 9,31   | 4     |       |
| Partito Pensionati                     | Franco Tentorio ✔️ Sindaco  | 35.142                      | 51,40 | 538                     | 0,86   | -     |       |
|                                        | Roberto Bruni               | 28.921                      | 42,30 | Partito Democratico     | 13.341 | 21,43 | 8     |
| Per Roberto Bruni                      | Roberto Bruni               | 28.921                      | 42,30 | 7.532                   | 12,10  | 4     |       |
| Italia dei Valori                      | Roberto Bruni               | 28.921                      | 42,30 | 2.065                   | 3,32   | 1     |       |
| Federazione dei Verdi                  | Roberto Bruni               | 28.921                      | 42,30 | 1.733                   | 2,78   | 1     |       |
| Sinistra per Bergamo (PRC - PdCI - SD) | Roberto Bruni               | 28.921                      | 42,30 | 1.509                   | 2,42   | -     |       |
| Seggio al candidato sindaco            | Seggio al candidato sindaco | Seggio al candidato sindaco | 42,30 | 1                       |        |       |       |
|                                        | Giuseppe Mazzoleni          | 2.048                       | 3,00  | Unione di Centro        | 2.053  | 3,30  | 1     |
|                                        | Giuseppe Anghileri          | 1.415                       | 2,07  | Ama Bergamo             | 1.334  | 2,14  | -     |
|                                        | Fernando De Francesco       | 513                         | 0,75  | Pensionati per Bergamo  | 476    | 0,76  | -     |
|                                        | Alberto Beretta             | 333                         | 0,49  | La Destra               | 288    | 0,46  | -     |
| Totale                                 | Totale                      | 68.372                      |       |                         | 62.243 |       | 40    |

#### Cremona
| Candidati                   | Candidati                                | Voti                        | %     | Liste                                       | Voti   | %     | Seggi |
| --------------------------- | ---------------------------------------- | --------------------------- | ----- | ------------------------------------------- | ------ | ----- | ----- |
|                             | Oreste Perri Accede al ballottaggio      | 19.064                      | 45,02 | Il Popolo della Libertà                     | 10.136 | 25,75 | 14    |
| Lega Nord                   | Oreste Perri Accede al ballottaggio      | 19.064                      | 45,02 | 4.496                                       | 11,42  | 6     |       |
| Obiettivo Cremona           | Oreste Perri Accede al ballottaggio      | 19.064                      | 45,02 | 2.729                                       | 6,93   | 3     |       |
|                             | Gian Carlo Corada Accede al ballottaggio | 17.654                      | 41,69 | Partito Democratico                         | 12.556 | 31,90 | 12    |
| Cremona nel Cuore           | Gian Carlo Corada Accede al ballottaggio | 17.654                      | 41,69 | 1.412                                       | 3,59   | 1     |       |
| Italia dei Valori           | Gian Carlo Corada Accede al ballottaggio | 17.654                      | 41,69 | 1.169                                       | 2,97   | 1     |       |
| Sinistra per Cremona        | Gian Carlo Corada Accede al ballottaggio | 17.654                      | 41,69 | 964                                         | 2,45   | -     |       |
| Federazione dei Verdi       | Gian Carlo Corada Accede al ballottaggio | 17.654                      | 41,69 | 325                                         | 0,83   | -     |       |
| Dissonanze                  | Gian Carlo Corada Accede al ballottaggio | 17.654                      | 41,69 | 237                                         | 0,60   | -     |       |
| Seggio al candidato sindaco | Seggio al candidato sindaco              | Seggio al candidato sindaco | 41,69 | 1                                           |        |       |       |
|                             | Ferdinando Quinzani                      | 1.612                       | 3,81  | Cremona per la Libertà (A)                  | 1.088  | 2,76  | -     |
| Partito Pensionati (B)      | Ferdinando Quinzani                      | 1.612                       | 3,81  | 386                                         | 0,98   | -     |       |
| Seggio al candidato sindaco | Seggio al candidato sindaco              | Seggio al candidato sindaco | 3,81  | 1                                           |        |       |       |
|                             | Angelo Zanibelli                         | 1.271                       | 3,00  | Unione di Centro (C)                        | 1.223  | 3,11  | 1     |
|                             | Maria Vittoria Ceraso                    | 953                         | 2,25  | Lista Ceraso - Gente per Cremona (D)        | 895    | 2,27  | -     |
|                             | Pierangelo Ongari                        | 887                         | 2,09  | Rifondazione Comunista - Comunisti Italiani | 886    | 2,25  | -     |
|                             | Paolo Trentarossi                        | 449                         | 1,06  | Gente Nuova (E)                             | 434    | 1,10  | -     |
|                             | Francesco Bozzi                          | 234                         | 0,55  | Lega per l'Autonomia - Alleanza Lombarda    | 204    | 0,52  | -     |
|                             | Francesco Ricci                          | 226                         | 0,53  | Partito di Alternativa Comunista            | 224    | 0,57  | -     |
| Totale                      | Totale                                   | 42.350                      |       |                                             | 39.364 |       | 40    |

- Le liste contrassegnate con le lettere A e B sono apparentate al secondo turno con il candidato sindaco Gian Carlo Corada.
- Le liste contrassegnate con le lettere C, D e E sono apparentate al secondo turno con il candidato sindaco Oreste Perri.

Ballottaggio
| Candidati | Candidati               | Voti   | %      |
| --------- | ----------------------- | ------ | ------ |
|           | Oreste Perri ✔️ Sindaco | 18.454 | 51,51  |
|           | Gian Carlo Corada       | 17.372 | 48,49  |
| Totale    | Totale                  | 35.826 | 100,00 |

#### Pavia
| Candidati                   | Candidati                      | Voti                        | %     | Liste                                       | Voti   | %     | Seggi |
| --------------------------- | ------------------------------ | --------------------------- | ----- | ------------------------------------------- | ------ | ----- | ----- |
|                             | Alessandro Cattaneo ✔️ Sindaco | 23.838                      | 54,38 | Il Popolo della Libertà                     | 13.309 | 32,27 | 15    |
| Lega Nord                   | Alessandro Cattaneo ✔️ Sindaco | 23.838                      | 54,38 | 4.269                                       | 10,35  | 5     |       |
| Rinnovare Pavia             | Alessandro Cattaneo ✔️ Sindaco | 23.838                      | 54,38 | 2.527                                       | 6,13   | 2     |       |
| Pavia Città per l'Uomo      | Alessandro Cattaneo ✔️ Sindaco | 23.838                      | 54,38 | 1.358                                       | 3,29   | 1     |       |
| Unione di Centro            | Alessandro Cattaneo ✔️ Sindaco | 23.838                      | 54,38 | 1.242                                       | 3,01   | 1     |       |
| Partito Pensionati          | Alessandro Cattaneo ✔️ Sindaco | 23.838                      | 54,38 | 163                                         | 0,40   | -     |       |
|                             | Andrea Albergati               | 15.438                      | 35,21 | Partito Democratico                         | 8.021  | 19,45 | 9     |
| Per Albergati Sindaco 2009  | Andrea Albergati               | 15.438                      | 35,21 | 4.284                                       | 10,39  | 4     |       |
| Italia dei Valori           | Andrea Albergati               | 15.438                      | 35,21 | 1.102                                       | 2,67   | 1     |       |
| Partito Socialista          | Andrea Albergati               | 15.438                      | 35,21 | 660                                         | 1,60   | -     |       |
| Federazione Pensionati      | Andrea Albergati               | 15.438                      | 35,21 | 126                                         | 0,31   | -     |       |
| Seggio al candidato sindaco | Seggio al candidato sindaco    | Seggio al candidato sindaco | 35,21 | 1                                           |        |       |       |
|                             | Paolo Ferloni                  | 1.840                       | 4,20  | Insieme per Pavia                           | 1.008  | 2,44  | -     |
| Sinistra Democratica        | Paolo Ferloni                  | 1.840                       | 4,20  | 573                                         | 1,39   | -     |       |
| Seggio al candidato sindaco | Seggio al candidato sindaco    | Seggio al candidato sindaco | 4,20  | 1                                           |        |       |       |
|                             | Irene Campari                  | 1.278                       | 2,92  | Lista Civica 5 Stelle                       | 1.166  | 2,83  | -     |
|                             | Pablo Genova                   | 707                         | 1,61  | Rifondazione Comunista - Comunisti Italiani | 734    | 1,78  | -     |
|                             | Marcella Magnino               | 371                         | 0,85  | Pavia per Tutti!                            | 376    | 0,91  | -     |
|                             | Paolo Ranzini                  | 226                         | 0,52  | Lombardia Autonoma                          | 196    | 0,48  | -     |
|                             | Luigi Cella                    | 142                         | 0,32  | La Rosa Bianca                              | 130    | 0,32  | -     |
| Totale                      | Totale                         | 43.840                      |       |                                             | 41.244 |       | 40    |

### Trentino-Alto Adige

#### Trento
| Candidati                             | Candidati                       | Voti   | %     | Liste                                       | Voti   | %     | Seggi |
| ------------------------------------- | ------------------------------- | ------ | ----- | ------------------------------------------- | ------ | ----- | ----- |
|                                       | Alessandro Andreatta ✔️ Sindaco | 33.473 | 64,42 | Partito Democratico                         | 14.460 | 29,80 | 17    |
| Unione per il Trentino                | Alessandro Andreatta ✔️ Sindaco | 33.473 | 64,42 | 8.282                                       | 17,07  | 9     |       |
| Partito Autonomista Trentino Tirolese | Alessandro Andreatta ✔️ Sindaco | 33.473 | 64,42 | 2.290                                       | 4,72   | 2     |       |
| Italia dei Valori                     | Alessandro Andreatta ✔️ Sindaco | 33.473 | 64,42 | 1.669                                       | 3,44   | 1     |       |
| Socialisti e Democratici              | Alessandro Andreatta ✔️ Sindaco | 33.473 | 64,42 | 1.544                                       | 3,18   | 1     |       |
| Federazione dei Verdi                 | Alessandro Andreatta ✔️ Sindaco | 33.473 | 64,42 | 1.396                                       | 2,88   | 1     |       |
| Unione di Centro                      | Alessandro Andreatta ✔️ Sindaco | 33.473 | 64,42 | 1.321                                       | 2,72   | 1     |       |
| Leali al Trentino                     | Alessandro Andreatta ✔️ Sindaco | 33.473 | 64,42 | 928                                         | 1,91   | 1     |       |
|                                       | Pino Morandini                  | 10.725 | 20,64 | Il Popolo della Libertà                     | 5.783  | 11,92 | 6     |
| Lista Civica Morandini                | Pino Morandini                  | 10.725 | 20,64 | 3.487                                       | 7,19   | 5     |       |
|                                       | Bruna Giuliani                  | 3.951  | 7,60  | Lega Nord                                   | 3.777  | 7,78  | 4     |
|                                       | Francesco Porta                 | 1.198  | 2,31  | Rifondazione Comunista - Comunisti Italiani | 1.155  | 2,38  | 1     |
|                                       | Luigi Merler                    | 915    | 1,76  | Civica Tridentum                            | 853    | 1,76  | -     |
|                                       | Claudio Taverna                 | 639    | 1,23  | Partito Pensionati                          | 609    | 1,25  | -     |
|                                       | Emilio Giuliana                 | 463    | 0,89  | Fiamma Tricolore                            | 423    | 0,87  | -     |
| Totale                                | Totale                          | 51.960 |       |                                             |        |       | 49    |

### Veneto

#### Padova
| Candidati                                   | Candidati                              | Voti                        | %      | Liste                          | Voti    | %      | Seggi |
| ------------------------------------------- | -------------------------------------- | --------------------------- | ------ | ------------------------------ | ------- | ------ | ----- |
|                                             | Flavio Zanonato Accede al ballottaggio | 55.808                      | 45,68  | Partito Democratico            | 32.297  | 28,44  | 16    |
| Italia dei Valori                           | Flavio Zanonato Accede al ballottaggio | 55.808                      | 45,68  | 6.302                          | 5,55    | 3      |       |
| Padova con Zanonato                         | Flavio Zanonato Accede al ballottaggio | 55.808                      | 45,68  | 6.058                          | 5,33    | 3      |       |
| Sinistra per Padova                         | Flavio Zanonato Accede al ballottaggio | 55.808                      | 45,68  | 2.506                          | 2,21    | 1      |       |
| Rifondazione Comunista - Comunisti Italiani | Flavio Zanonato Accede al ballottaggio | 55.808                      | 45,68  | 2.494                          | 2,20    | 1      |       |
| Partito Socialista                          | Flavio Zanonato Accede al ballottaggio | 55.808                      | 45,68  | 859                            | 0,76    | -      |       |
| Innovazione                                 | Flavio Zanonato Accede al ballottaggio | 55.808                      | 45,68  | 638                            | 0,56    | -      |       |
| Comitati Città Sicura                       | Flavio Zanonato Accede al ballottaggio | 55.808                      | 45,68  | 458                            | 0,40    | -      |       |
|                                             | Marco Marin Accede al ballottaggio     | 54.835                      | 44,88  | Il Popolo della Libertà        | 27.048  | 23,82  | 8     |
| Lega Nord                                   | Marco Marin Accede al ballottaggio     | 54.835                      | 44,88  | 12.523                         | 11,03   | 3      |       |
| Per Padova con Marin                        | Marco Marin Accede al ballottaggio     | 54.835                      | 44,88  | 9.786                          | 8,62    | 3      |       |
| Partito Pensionati - Lista civica           | Marco Marin Accede al ballottaggio     | 54.835                      | 44,88  | 758                            | 0,67    | -      |       |
| Padova Sicura                               | Marco Marin Accede al ballottaggio     | 54.835                      | 44,88  | 747                            | 0,66    | -      |       |
| Democrazia Cristiana                        | Marco Marin Accede al ballottaggio     | 54.835                      | 44,88  | 258                            | 0,23    | -      |       |
| Seggio al candidato sindaco                 | Seggio al candidato sindaco            | Seggio al candidato sindaco | 44,88  | 1                              |         |        |       |
|                                             | Oreste Terranova                       | 3,806                       | 3,11   | Unione di Centro (A)           | 3.800   | 3,35   | 1     |
|                                             | Carlo Covi                             | 2.184                       | 1,79   | L'Intesa Veneta (B)            | 1.482   | 1,31   | -     |
| Progetto NordEst (C)                        | Carlo Covi                             | 2.184                       | 1,79   | 301                            | 0,27    | -      |       |
|                                             | Maurizio D'Este                        | 2.149                       | 1,76   | Lista Civica 5 Stelle          | 2.087   | 1,84   | -     |
|                                             | Aurora D'Agostino                      | 945                         | 0,77   | Federazione dei Verdi          | 888     | 0,78   | -     |
|                                             | Andrea Minchio                         | 571                         | 0,47   | Forza Nuova                    | 545     | 0,48   | -     |
|                                             | Giovanni Gomiero                       | 527                         | 0,43   | Socialisti                     | 264     | 0,23   | -     |
| Partito Liberale Italiano                   | Giovanni Gomiero                       | 527                         | 0,43   | 235                            | 0,21    | -      |       |
|                                             | Anna Bettella                          | 471                         | 0,39   | La Destra - PCL                | 212     | 0,19   | -     |
| Lista Civica dei Cittadini                  | Anna Bettella                          | 471                         | 0,39   | 193                            | 0,17    | -      |       |
|                                             | Pierino D'Ambrosio                     | 267                         | 0,22   | Movimento per le Autonomie (D) | 264     | 0,23   | -     |
|                                             | Massimiliano Pellizzari                | 266                         | 0,22   | Padova Rinasce                 | 225     | 0,20   | -     |
|                                             | Roberto Bettuolo                       | 230                         | 0,19   | L'Albero                       | 222     | 0,20   | -     |
|                                             | Rossano Nicoletto                      | 124                         | 0,10   | Padova Futura                  | 111     | 0,10   | -     |
| Totale                                      | Totale                                 | 122.183                     | 100,00 |                                | 113.561 | 100,00 | 40    |

- Le liste contrassegnate con le lettere A, B, C e D sono apparentate al secondo turno con il candidato sindaco Marco Marin.

Ballottaggio
| Candidati | Candidati                  | Voti    | %      |
| --------- | -------------------------- | ------- | ------ |
|           | Flavio Zanonato ✔️ Sindaco | 56.001  | 52,02  |
|           | Marco Marin                | 51.660  | 47,98  |
| Totale    | Totale                     | 107.661 | 100,00 |

### Liguria

#### Imperia
| Candidati                            | Candidati                   | Voti                        | %     | Liste                          | Voti   | %     | Seggi |
| ------------------------------------ | --------------------------- | --------------------------- | ----- | ------------------------------ | ------ | ----- | ----- |
|                                      | Paolo Strescino ✔️ Sindaco  | 16.054                      | 61,65 | Il Popolo della Libertà        | 12.118 | 47,73 | 20    |
| Lega Nord                            | Paolo Strescino ✔️ Sindaco  | 16.054                      | 61,65 | 2.568                          | 10,12  | 4     |       |
| Imperia va Avanti                    | Paolo Strescino ✔️ Sindaco  | 16.054                      | 61,65 | 1.944                          | 7,66   | 3     |       |
|                                      | Paolo Verda                 | 8.319                       | 31,95 | Partito Democratico            | 4.302  | 16,95 | 7     |
| Sinistra per Imperia - Verdi         | Paolo Verda                 | 8.319                       | 31,95 | 1.056                          | 4,15   | 1     |       |
| Con Imperia                          | Paolo Verda                 | 8.319                       | 31,95 | 899                            | 3,54   | 1     |       |
| Partito della Rifondazione Comunista | Paolo Verda                 | 8.319                       | 31,95 | 627                            | 2,47   | 1     |       |
| Italia dei Valori                    | Paolo Verda                 | 8.319                       | 31,95 | 544                            | 2,14   | 1     |       |
| Seggio al candidato sindaco          | Seggio al candidato sindaco | Seggio al candidato sindaco | 31,95 | 1                              |        |       |       |
|                                      | Fabrizio Grammondo          | 1.502                       | 5,77  | Unione di Centro               | 1.219  | 4,80  | 1     |
|                                      | Tirreno Bianchi             | 164                         | 0,63  | Partito dei Comunisti Italiani | 111    | 0,44  | -     |
| Totale                               | Totale                      | 26.039                      |       |                                | 25.388 |       | 40    |

### Emilia-Romagna

#### Bologna
| Candidati                                   | Candidati                              | Voti                        | %     | Liste                            | Voti    | %     | Seggi |
| ------------------------------------------- | -------------------------------------- | --------------------------- | ----- | -------------------------------- | ------- | ----- | ----- |
|                                             | Flavio Delbono Accede al ballottaggio  | 112.127                     | 49,40 | Partito Democratico              | 85.262  | 39,91 | 24    |
| Italia dei Valori                           | Flavio Delbono Accede al ballottaggio  | 112.127                     | 49,40 | 9.456                            | 4,43    | 2     |       |
| Sinistra per Bologna                        | Flavio Delbono Accede al ballottaggio  | 112.127                     | 49,40 | 4.554                            | 2,13    | 1     |       |
| Rifondazione Comunista - Comunisti Italiani | Flavio Delbono Accede al ballottaggio  | 112.127                     | 49,40 | 3.894                            | 1,82    | 1     |       |
| Bologna 2014                                | Flavio Delbono Accede al ballottaggio  | 112.127                     | 49,40 | 1.980                            | 0,93    | -     |       |
| Federazione dei Verdi                       | Flavio Delbono Accede al ballottaggio  | 112.127                     | 49,40 | 1.831                            | 0,86    | -     |       |
| Bologna al Centro                           | Flavio Delbono Accede al ballottaggio  | 112.127                     | 49,40 | 878                              | 0,41    | -     |       |
|                                             | Alfredo Cazzola Accede al ballottaggio | 66.056                      | 29,10 | Il Popolo della Libertà          | 33.134  | 15,51 | 6     |
| Alfredo Cazzola Sindaco                     | Alfredo Cazzola Accede al ballottaggio | 66.056                      | 29,10 | 21.106                           | 9,88    | 4     |       |
| Lega Nord                                   | Alfredo Cazzola Accede al ballottaggio | 66.056                      | 29,10 | 6.705                            | 3,14    | 1     |       |
| Terzo Polo di Centro - Democrazia Cristiana | Alfredo Cazzola Accede al ballottaggio | 66.056                      | 29,10 | 470                              | 0,22    | -     |       |
| Seggio al candidato sindaco                 | Seggio al candidato sindaco            | Seggio al candidato sindaco | 29,10 | 1                                |         |       |       |
|                                             | Giorgio Guazzaloca                     | 28.785                      | 12,68 | Giorgio Guazzaloca per Bologna   | 26.099  | 12,22 | 5     |
|                                             | Giovanni Favia                         | 7.428                       | 3,27  | Lista Civica 5 Stelle            | 6.450   | 3,02  | -     |
| Fai Valere i Tuoi Diritti - Co.Da.Cons (A)  | Giovanni Favia                         | 7.428                       | 3,27  | 396                              | 0,19    | -     |       |
| Seggio al candidato sindaco                 | Seggio al candidato sindaco            | Seggio al candidato sindaco | 3,27  | 1                                |         |       |       |
|                                             | Gianfranco Pasquino                    | 4.448                       | 1,96  | Cittadini per Bologna            | 3.704   | 1,73  | -     |
|                                             | Valerio Monteventi                     | 3.625                       | 1,60  | Bologna Città Libera             | 3.567   | 1,67  | -     |
|                                             | Giuseppina Tedde                       | 1.094                       | 0,48  | Altra Città                      | 973     | 0,46  | -     |
|                                             | Michele Terra                          | 893                         | 0,48  | Partito Comunista dei Lavoratori | 841     | 0,39  | -     |
|                                             | Alessandro Mazzanti                    | 728                         | 0,32  | Fiamma Tricolore                 | 672     | 0,31  | -     |
|                                             | Stefano Morselli                       | 601                         | 0,26  | Stefano Morselli Sindaco         | 550     | 0,26  | -     |
|                                             | Giulio Tam                             | 458                         | 0,20  | Forza Nuova                      | 435     | 0,20  | -     |
|                                             | Leonardo Tucci                         | 414                         | 0,18  | 9 Quartieri Uniti per Bologna    | 372     | 0,17  | -     |
|                                             | Michele Laganà                         | 326                         | 0,14  | Bologna Futura                   | 316     | 0,15  | -     |
| Totale                                      | Totale                                 | 226.983                     |       |                                  | 213.645 |       | 46    |

- La lista contrassegnata con la lettera A è apparentata al secondo turno con il candidato sindaco Alfredo Cazzola.

Ballottaggio
| Candidati | Candidati                 | Voti    | %      |
| --------- | ------------------------- | ------- | ------ |
|           | Flavio Delbono ✔️ Sindaco | 112.789 | 60,77  |
|           | Alfredo Cazzola           | 72.798  | 39,23  |
| Totale    | Totale                    | 85.587  | 100,00 |

#### Cesena
| Candidati                            | Candidati                   | Voti                        | %     | Liste                            | Voti   | %     | Seggi |
| ------------------------------------ | --------------------------- | --------------------------- | ----- | -------------------------------- | ------ | ----- | ----- |
|                                      | Paolo Lucchi ✔️ Sindaco     | 30.260                      | 51,86 | Partito Democratico              | 22.406 | 40,24 | 16    |
| La Sinistra per Cesena (PdCI - SD)   | Paolo Lucchi ✔️ Sindaco     | 30.260                      | 51,86 | 2.553                            | 4,58   | 1     |       |
| Italia dei Valori                    | Paolo Lucchi ✔️ Sindaco     | 30.260                      | 51,86 | 2.341                            | 4,20   | 1     |       |
| Partito della Rifondazione Comunista | Paolo Lucchi ✔️ Sindaco     | 30.260                      | 51,86 | 1.365                            | 2,45   | -     |       |
| Cesena Riformista PSE                | Paolo Lucchi ✔️ Sindaco     | 30.260                      | 51,86 | 270                              | 0,48   | -     |       |
|                                      | Italo Macori                | 11.328                      | 19,41 | Il Popolo della Libertà          | 11.094 | 19,92 | 6     |
|                                      | Luigi Di Placido            | 8.661                       | 14,84 | Lega Nord                        | 3.849  | 6,91  | 2     |
| Partito Repubblicano Italiano        | Luigi Di Placido            | 8.661                       | 14,84 | 2.986                            | 5,36   | 1     |       |
| Cesena Domani                        | Luigi Di Placido            | 8.661                       | 14,84 | 1.122                            | 2,01   | -     |       |
| Seggio al candidato sindaco          | Seggio al candidato sindaco | Seggio al candidato sindaco | 14,84 | 1                                |        |       |       |
|                                      | Antonio Prati               | 3.162                       | 5,42  | Unione di Centro                 | 3.026  | 5,43  | 1     |
|                                      | Natascia Guiduzzi           | 2.393                       | 4,10  | Lista Civica 5 Stelle            | 2.311  | 4,15  | 1     |
|                                      | Davide Fabbri               | 1.375                       | 2,36  | Federazione dei Verdi            | 1.272  | 2,28  | -     |
|                                      | Stefano Angeli              | 718                         | 1,23  | Libertà e Futuro                 | 656    | 1,18  | -     |
|                                      | Luciano Zangoli             | 453                         | 0,78  | Partito Comunista dei Lavoratori | 432    | 0,78  | -     |
| Totale                               | Totale                      | 58.350                      |       |                                  | 55.683 |       | 30    |

#### Ferrara
| Candidati                   | Candidati                               | Voti                        | %     | Liste                                       | Voti   | %     | Seggi |
| --------------------------- | --------------------------------------- | --------------------------- | ----- | ------------------------------------------- | ------ | ----- | ----- |
|                             | Tiziano Tagliani Accede al ballottaggio | 39.222                      | 45,76 | Partito Democratico                         | 30.492 | 37,63 | 21    |
| Italia dei Valori           | Tiziano Tagliani Accede al ballottaggio | 39.222                      | 45,76 | 2.681                                       | 3,31   | 1     |       |
| Laici Riformisti            | Tiziano Tagliani Accede al ballottaggio | 39.222                      | 45,76 | 1.792                                       | 2,21   | 1     |       |
| Sinistra Aperta             | Tiziano Tagliani Accede al ballottaggio | 39.222                      | 45,76 | 1.744                                       | 2,15   | 1     |       |
| Federazione dei Verdi       | Tiziano Tagliani Accede al ballottaggio | 39.222                      | 45,76 | 834                                         | 1,03   | -     |       |
|                             | Giorgio Dragotto Accede al ballottaggio | 21.876                      | 25,52 | Il Popolo della Libertà                     | 21.213 | 26,18 | 9     |
|                             | Giulio Barbieri                         | 8.215                       | 9,58  | Io Amo Ferrara                              | 7.431  | 9,17  | 3     |
|                             | Giovanni Cavicchi                       | 5.968                       | 6,96  | Lega Nord (A)                               | 5.205  | 6,42  | 1     |
| Movimento per le Autonomie  | Giovanni Cavicchi                       | 5.968                       | 6,96  | 194                                         | 0,24   | -     |       |
| Seggio al candidato sindaco | Seggio al candidato sindaco             | Seggio al candidato sindaco | 6,96  | 1                                           |        |       |       |
|                             | Irene Bregola                           | 3.425                       | 4,00  | Rifondazione Comunista - Comunisti Italiani | 3.163  | 3,90  | 1     |
|                             | Valentino Tavolazzi                     | 2.900                       | 3,38  | Progetto per Ferrara                        | 2.541  | 3,14  | 1     |
|                             | Carmelo Modica                          | 1.688                       | 1,97  | Unione di Centro (B)                        | 1.593  | 1,97  | -     |
|                             | Romeo Savini                            | 1.461                       | 1,70  | Rinnova Ferrara                             | 1.120  | 1,38  | -     |
| Uniti per Savini            | Romeo Savini                            | 1.461                       | 1,70  | 182                                         | 0,22   | -     |       |
|                             | Alberto Ferretti                        | 726                         | 0,85  | La Destra                                   | 638    | 0,79  | -     |
|                             | Pasquale Claps                          | 230                         | 0,27  | Socialisti Ferraresi (C)                    | 208    | 0,26  | -     |
| Totale                      | Totale                                  | 85.711                      |       |                                             | 81.031 |       | 40    |

- Le liste contrassegnate con le lettere A, B e C sono apparentate al secondo turno con il candidato sindaco Giorgio Dragotto.

Ballottaggio
| Candidati | Candidati                   | Voti   | %      |
| --------- | --------------------------- | ------ | ------ |
|           | Tiziano Tagliani ✔️ Sindaco | 39.255 | 56,69  |
|           | Giorgio Dragotto            | 29.992 | 43,31  |
| Totale    | Totale                      | 69.247 | 100,00 |

#### Forlì
| Candidati                            | Candidati                                 | Voti                        | %     | Liste                             | Voti   | %     | Seggi |
| ------------------------------------ | ----------------------------------------- | --------------------------- | ----- | --------------------------------- | ------ | ----- | ----- |
|                                      | Roberto Balzani Accede al ballottaggio    | 34.492                      | 49,39 | Partito Democratico               | 25.795 | 38,25 | 22    |
| Italia dei Valori                    | Roberto Balzani Accede al ballottaggio    | 34.492                      | 49,39 | 3.083                             | 4,57   | 2     |       |
| Partito della Rifondazione Comunista | Roberto Balzani Accede al ballottaggio    | 34.492                      | 49,39 | 1.076                             | 1,60   | -     |       |
| Sinistra per Forlì                   | Roberto Balzani Accede al ballottaggio    | 34.492                      | 49,39 | 1.038                             | 1,54   | -     |       |
| Nuova Romagna per Balzani            | Roberto Balzani Accede al ballottaggio    | 34.492                      | 49,39 | 961                               | 1,42   | -     |       |
| Apriti Forlì                         | Roberto Balzani Accede al ballottaggio    | 34.492                      | 49,39 | 890                               | 1,32   | -     |       |
| Federazione dei Verdi                | Roberto Balzani Accede al ballottaggio    | 34.492                      | 49,39 | 800                               | 1,19   | -     |       |
|                                      | Alessandro Rondoni Accede al ballottaggio | 28.168                      | 40,34 | Il Popolo della Libertà           | 17.009 | 25,22 | 9     |
| Lega Nord                            | Alessandro Rondoni Accede al ballottaggio | 28.168                      | 40,34 | 6.341                             | 9,40   | 3     |       |
| Unione di Centro                     | Alessandro Rondoni Accede al ballottaggio | 28.168                      | 40,34 | 3.499                             | 5,19   | 2     |       |
| Seggio al candidato sindaco          | Seggio al candidato sindaco               | Seggio al candidato sindaco | 40,34 | 1                                 |        |       |       |
|                                      | Raffaella Pirini                          | 3.068                       | 4,39  | Destinazione Forlì                | 2.932  | 4,35  | 1     |
|                                      | Lauro Biondi                              | 1.629                       | 2,33  | Partito Repubblicano Italiano (A) | 1.631  | 2,42  | -     |
|                                      | Denis Loris Valenti                       | 1.018                       | 1,46  | Partito dei Comunisti Italiani    | 969    | 1,44  | -     |
|                                      | Francesco Minutillo                       | 656                         | 0,94  | La Destra - Lista civica          | 649    | 0,96  | -     |
|                                      | Noushin Mishokraei                        | 334                         | 0,48  | Donne di Forlì                    | 331    | 0,49  | -     |
|                                      | Gianluca Pezzi                            | 241                         | 0,35  | Partito Comunista dei Lavoratori  | 237    | 0,35  | -     |
|                                      | Daniele Baldini                           | 223                         | 0,32  | Libertà e Futuro                  | 204    | 0,30  | -     |
| Totale                               | Totale                                    | 69.829                      |       |                                   | 67.442 |       | 40    |

- La lista contrassegnata con la lettera A è apparentata al secondo turno con il candidato sindaco Alessandro Rondoni.

Ballottaggio
| Candidati | Candidati                  | Voti   | %      |
| --------- | -------------------------- | ------ | ------ |
|           | Roberto Balzani ✔️ Sindaco | 33.870 | 55,05  |
|           | Alessandro Rondoni         | 27.651 | 44,95  |
| Totale    | Totale                     | 61.521 | 100,00 |

#### Modena
| Candidati                      | Candidati                   | Voti                        | %     | Liste                                | Voti    | %     | Seggi |
| ------------------------------ | --------------------------- | --------------------------- | ----- | ------------------------------------ | ------- | ----- | ----- |
|                                | Giorgio Pighi ✔️ Sindaco    | 51.850                      | 50,12 | Partito Democratico                  | 44.939  | 44,87 | 23    |
| Sinistra per Modena            | Giorgio Pighi ✔️ Sindaco    | 51.850                      | 50,12 | 2.113                                | 2,11    | 1     |       |
| Partito dei Comunisti Italiani | Giorgio Pighi ✔️ Sindaco    | 51.850                      | 50,12 | 1.186                                | 1,18    | -     |       |
| Federazione dei Verdi          | Giorgio Pighi ✔️ Sindaco    | 51.850                      | 50,12 | 787                                  | 0,79    | -     |       |
| Socialisti Laici Riformisti    | Giorgio Pighi ✔️ Sindaco    | 51.850                      | 50,12 | 774                                  | 0,77    | -     |       |
| La Rosa per Modena             | Giorgio Pighi ✔️ Sindaco    | 51.850                      | 50,12 | 660                                  | 0,66    | -     |       |
|                                | Gian Carlo Pellacani        | 24.036                      | 23,23 | Il Popolo della Libertà              | 20.904  | 20,87 | 8     |
| Pellacani per Modena           | Gian Carlo Pellacani        | 24.036                      | 23,23 | 2.101                                | 2,10    | -     |       |
| Seggio al candidato sindaco    | Seggio al candidato sindaco | Seggio al candidato sindaco | 23,23 | 1                                    |         |       |       |
|                                | Mauro Manfredini            | 11.327                      | 10.95 | Lega Nord                            | 11.042  | 11,02 | 4     |
|                                | Eugenia Rossi               | 5.131                       | 4,96  | Italia dei Valori                    | 4.987   | 4,98  | 1     |
|                                | Davide Torrini              | 4.248                       | 4,11  | Unione di Centro                     | 3.200   | 3,19  | -     |
| Modena a Colori                | Davide Torrini              | 4.248                       | 4,11  | 837                                  | 0,84    | -     |       |
| Seggio al candidato sindaco    | Seggio al candidato sindaco | Seggio al candidato sindaco | 4,11  | 1                                    |         |       |       |
|                                | Vittorio Balestrazzi        | 3.625                       | 3,50  | Lista Civica 5 Stelle                | 3.520   | 3,51  | 1     |
|                                | Francesco Giliani           | 2.013                       | 1,95  | Partito della Rifondazione Comunista | 1.981   | 1,98  | -     |
|                                | Alessandro Roncaglia        | 739                         | 0,71  | La Destra - Fiamma Tricolore - MpA   | 693     | 0,69  | -     |
|                                | Fabio Galli                 | 479                         | 0,46  | Lista Consumatori                    | 435     | 0,43  | -     |
| Totale                         | Totale                      | 103.448                     |       |                                      | 100.159 |       | 40    |

#### Reggio Emilia
| Candidati                      | Candidati                   | Voti                        | %     | Liste                                | Voti   | %     | Seggi |
| ------------------------------ | --------------------------- | --------------------------- | ----- | ------------------------------------ | ------ | ----- | ----- |
|                                | Graziano Delrio ✔️ Sindaco  | 47.742                      | 52,45 | Partito Democratico                  | 37.890 | 43,90 | 22    |
| Italia dei Valori              | Graziano Delrio ✔️ Sindaco  | 47.742                      | 52,45 | 3.242                                | 3,76   | 1     |       |
| Sinistra e Verdi per Reggio    | Graziano Delrio ✔️ Sindaco  | 47.742                      | 52,45 | 1.854                                | 2,15   | 1     |       |
| Cittadini con Delrio           | Graziano Delrio ✔️ Sindaco  | 47.742                      | 52,45 | 1.637                                | 1,90   | -     |       |
| Partito dei Comunisti Italiani | Graziano Delrio ✔️ Sindaco  | 47.742                      | 52,45 | 1.254                                | 1,45   | -     |       |
|                                | Angelo Alessandri           | 16.600                      | 18,24 | Lega Nord                            | 13.800 | 15,99 | 6     |
| Cambiare                       | Angelo Alessandri           | 16.600                      | 18,24 | 875                                  | 1,01   | -     |       |
| Seggio al candidato sindaco    | Seggio al candidato sindaco | Seggio al candidato sindaco | 18,24 | 1                                    |        |       |       |
|                                | Fabio Filippi               | 13.458                      | 14,78 | Il Popolo della Libertà              | 13.394 | 15,52 | 6     |
|                                | Antonella Spaggiari         | 6.190                       | 6,80  | Unione di Centro                     | 2.345  | 2,72  | 1     |
| Città Attiva                   | Antonella Spaggiari         | 6.190                       | 6,80  | 2.267                                | 2,63   | -     |       |
| Laboratorio per Reggio         | Antonella Spaggiari         | 6.190                       | 6,80  | 548                                  | 0,67   | -     |       |
| Reggio Libera Reggio           | Antonella Spaggiari         | 6.190                       | 6,80  | 470                                  | 0,54   | -     |       |
| Seggio al candidato sindaco    | Seggio al candidato sindaco | Seggio al candidato sindaco | 6,80  | 1                                    |        |       |       |
|                                | Matteo Olivieri             | 2.916                       | 3,20  | Lista Civica 5 Stelle                | 2.892  | 3,35  | 1     |
|                                | Giuliano Rovacchi           | 1.504                       | 1,65  | Partito della Rifondazione Comunista | 1.513  | 1,75  | -     |
|                                | Mario Scarpati              | 1.416                       | 1,56  | Gente di Reggio                      | 1.265  | 1,47  | -     |
|                                | Luigi Piscopo               | 833                         | 0,92  | Reggio Civica                        | 799    | 0,93  | -     |
|                                | Nicolò Ferrari              | 367                         | 0,40  | I Giovani                            | 266    | 0,31  | -     |
| Totale                         | Totale                      | 91.026                      |       |                                      | 86.311 |       | 40    |

### Toscana

#### Firenze
| Candidati                                   | Candidati                             | Voti                        | %     | Liste                                   | Voti    | %     | Seggi |
| ------------------------------------------- | ------------------------------------- | --------------------------- | ----- | --------------------------------------- | ------- | ----- | ----- |
|                                             | Matteo Renzi Accede al ballottaggio   | 97.882                      | 47,40 | Partito Democratico                     | 68.245  | 35,29 | 22    |
| Lista Renzi                                 | Matteo Renzi Accede al ballottaggio   | 97.882                      | 47,40 | 10.526                                  | 5,44    | 3     |       |
| Italia dei Valori                           | Matteo Renzi Accede al ballottaggio   | 97.882                      | 47,40 | 5.540                                   | 2,86    | 1     |       |
| Sinistra per Firenze                        | Matteo Renzi Accede al ballottaggio   | 97.882                      | 47,40 | 4.478                                   | 2,32    | 1     |       |
| Facce Nuove a Palazzo Vecchio               | Matteo Renzi Accede al ballottaggio   | 97.882                      | 47,40 | 3.889                                   | 2,01    | 1     |       |
| Comunisti Fiorentini                        | Matteo Renzi Accede al ballottaggio   | 97.882                      | 47,40 | 1.843                                   | 0,95    | -     |       |
|                                             | Giovanni Galli Accede al ballottaggio | 66.362                      | 32,14 | Il Popolo della Libertà                 | 39.361  | 20,36 | 9     |
| Giovanni Galli Sindaco                      | Giovanni Galli Accede al ballottaggio | 66.362                      | 32,14 | 17.563                                  | 9,08    | 4     |       |
| Lega Nord                                   | Giovanni Galli Accede al ballottaggio | 66.362                      | 32,14 | 2.660                                   | 1,38    | -     |       |
| No Tramvia                                  | Giovanni Galli Accede al ballottaggio | 66.362                      | 32,14 | 1.085                                   | 0,56    | -     |       |
| Firenze Animalista                          | Giovanni Galli Accede al ballottaggio | 66.362                      | 32,14 | 754                                     | 0,39    | -     |       |
| Pensionati Democratici Italiani             | Giovanni Galli Accede al ballottaggio | 66.362                      | 32,14 | 183                                     | 0,09    | -     |       |
| Seggio al candidato sindaco                 | Seggio al candidato sindaco           | Seggio al candidato sindaco | 32,14 | 1                                       |         |       |       |
|                                             | Valdo Spini                           | 17.282                      | 8,37  | Spini per Firenze (Verdi - MRE)         | 7.692   | 3,98  | 1     |
| Rifondazione Comunista - Comunisti Italiani | Valdo Spini                           | 17.282                      | 8,37  | 4.954                                   | 2,56    | -     |       |
| Sinistra per la Costituzione                | Valdo Spini                           | 17.282                      | 8,37  | 833                                     | 0,43    | -     |       |
| Seggio al candidato sindaco                 | Seggio al candidato sindaco           | Seggio al candidato sindaco | 8,37  | 1                                       |         |       |       |
|                                             | Ornella De Zordo                      | 8.519                       | 4,13  | Un'Altra Città                          | 7.336   | 3,79  | 1     |
|                                             | Mario Razzanelli                      | 6.844                       | 3,31  | Comitati Cittadini (A)                  | 6.325   | 3,27  | 1     |
|                                             | Marco Carraresi                       | 4.457                       | 2,16  | Unione di Centro                        | 4.556   | 2,36  | -     |
|                                             | Alfonso Bonafede                      | 3.748                       | 1,82  | Lista Civica 5 Stelle                   | 3.717   | 1,92  | -     |
|                                             | Paolo Poggi                           | 768                         | 0,37  | Popolo Città Nazione (Destra - FT - FN) | 755     | 0,39  | -     |
|                                             | Maria Lascialfari                     | 632                         | 0,31  | Partito Comunista dei Lavoratori        | 1.076   | 0,56  | -     |
| Totale                                      | Totale                                | 206.494                     |       |                                         | 193.371 |       | 46    |

- La lista contrassegnata con la lettera A è apparentata al secondo turno con il candidato sindaco Giovanni Galli.

Ballottaggio
| Candidati | Candidati               | Voti    | %     |
| --------- | ----------------------- | ------- | ----- |
|           | Matteo Renzi ✔️ Sindaco | 100.223 | 59,51 |
|           | Giovanni Galli          | 68.182  | 40,49 |
| Totale    | Totale                  | 168.405 |       |

#### Livorno
| Candidati                   | Candidati                    | Voti                        | %     | Liste                                                | Voti   | %     | Seggi |
| --------------------------- | ---------------------------- | --------------------------- | ----- | ---------------------------------------------------- | ------ | ----- | ----- |
|                             | Alessandro Cosimi ✔️ Sindaco | 46.375                      | 51,53 | Partito Democratico                                  | 37.369 | 43,97 | 21    |
| Italia dei Valori           | Alessandro Cosimi ✔️ Sindaco | 46.375                      | 51,53 | 3.677                                                | 4,33   | 2     |       |
| Sinistra per Livorno        | Alessandro Cosimi ✔️ Sindaco | 46.375                      | 51,53 | 2.911                                                | 3,43   | 1     |       |
| Livorno Città Aperta        | Alessandro Cosimi ✔️ Sindaco | 46.375                      | 51,53 | 1.544                                                | 1,82   | -     |       |
|                             | Marco Taradash               | 25.541                      | 28,38 | Il Popolo della Libertà                              | 16.564 | 19,49 | 8     |
| Governare Livorno           | Marco Taradash               | 25.541                      | 28,38 | 5.194                                                | 6,11   | 2     |       |
| Lega Nord                   | Marco Taradash               | 25.541                      | 28,38 | 1.766                                                | 2,08   | -     |       |
| Seggio al candidato sindaco | Seggio al candidato sindaco  | Seggio al candidato sindaco | 28,38 | 1                                                    |        |       |       |
|                             | Marco Cannito                | 8.075                       | 8,97  | Città Diversa                                        | 2.887  | 3,40  | 1     |
| Federazione dei Verdi       | Marco Cannito                | 8.075                       | 8,97  | 1.955                                                | 2,30   | -     |       |
| Sinistra Critica            | Marco Cannito                | 8.075                       | 8,97  | 1.264                                                | 1,49   | -     |       |
| Seggio al candidato sindaco | Seggio al candidato sindaco  | Seggio al candidato sindaco | 8,97  | 1                                                    |        |       |       |
|                             | Tiziana Bartimmo             | 4.926                       | 5,47  | Rifondazione Comunista - Comunisti Italiani          | 4.971  | 5,85  | 2     |
|                             | Gianfranco Lamberti          | 2.926                       | 3,25  | Confronto per Livorno                                | 2.880  | 3,39  | 1     |
|                             | Sergio Bertini               | 1.416                       | 1,57  | Unione di Centro                                     | 1.350  | 1,59  | -     |
|                             | Patrizio Rossi               | 312                         | 0,35  | Identità e Territorio (La Destra - Fiamma Tricolore) | 265    | 0,31  | -     |
|                             | Bruno Lo Porto               | 245                         | 0,27  | Tutti Insieme per Livorno                            | 233    | 0,27  | -     |
|                             | Natalina Vadalà              | 172                         | 0,19  | Moderazione Popolare                                 | 157    | 0,18  | -     |
| Totale                      | Totale                       | 89.988                      |       |                                                      | 84.987 |       | 40    |

#### Prato
| Candidati                                     | Candidati                                      | Voti                        | %     | Liste                                | Voti   | %     | Seggi |
| --------------------------------------------- | ---------------------------------------------- | --------------------------- | ----- | ------------------------------------ | ------ | ----- | ----- |
|                                               | Massimo Silvano Carlesi Accede al ballottaggio | 48.020                      | 47,50 | Partito Democratico                  | 38.699 | 39,90 | 14    |
| Italia dei Valori                             | Massimo Silvano Carlesi Accede al ballottaggio | 48.020                      | 47,50 | 4.132                                | 4,26   | 1     |       |
| Sinistra e Libertà                            | Massimo Silvano Carlesi Accede al ballottaggio | 48.020                      | 47,50 | 2.395                                | 2,47   | -     |       |
| Partito dei Comunisti Italiani                | Massimo Silvano Carlesi Accede al ballottaggio | 48.020                      | 47,50 | 1.153                                | 1,19   | -     |       |
| Partito Liberale Italiano - Insieme per Prato | Massimo Silvano Carlesi Accede al ballottaggio | 48.020                      | 47,50 | 133                                  | 0,14   | -     |       |
| Movimento Repubblicani Europei                | Massimo Silvano Carlesi Accede al ballottaggio | 48.020                      | 47,50 | 124                                  | 0,13   | -     |       |
| Seggio al candidato sindaco                   | Seggio al candidato sindaco                    | Seggio al candidato sindaco | 47,50 | 1                                    |        |       |       |
|                                               | Roberto Cenni Accede al ballottaggio           | 45.553                      | 45,06 | Il Popolo della Libertà              | 31.505 | 32,48 | 20    |
| Lega Nord                                     | Roberto Cenni Accede al ballottaggio           | 45.553                      | 45,06 | 4.913                                | 5,07   | 3     |       |
| Unione di Centro                              | Roberto Cenni Accede al ballottaggio           | 45.553                      | 45,06 | 3.101                                | 3,20   | 1     |       |
| La Destra                                     | Roberto Cenni Accede al ballottaggio           | 45.553                      | 45,06 | 1.075                                | 1,11   | -     |       |
| Giovani Pratesi                               | Roberto Cenni Accede al ballottaggio           | 45.553                      | 45,06 | 896                                  | 0,92   | -     |       |
| Prato Civica                                  | Roberto Cenni Accede al ballottaggio           | 45.553                      | 45,06 | 744                                  | 0,77   | -     |       |
| Taiti per Prato                               | Roberto Cenni Accede al ballottaggio           | 45.553                      | 45,06 | 467                                  | 0,48   | -     |       |
| Socialisti Riformisti                         | Roberto Cenni Accede al ballottaggio           | 45.553                      | 45,06 | 349                                  | 0,36   | -     |       |
|                                               | Aldo Milone                                    | 2.721                       | 2,69  | Prato Libera & Sicura (A)            | 2.587  | 2,67  | -     |
|                                               | Fausto Barosco                                 | 1.823                       | 1,80  | Lista Civica 5 Stelle                | 1.807  | 1,86  | -     |
|                                               | Paolo Paoletti                                 | 1.692                       | 1,67  | Partito della Rifondazione Comunista | 1.670  | 1,72  | -     |
|                                               | Alessandro Rubino                              | 366                         | 0,36  | Libertà Legalità Novità              | 344    | 0,35  | -     |
|                                               | Francesco Mazzeo                               | 342                         | 0,34  | I Socialisti per le Libertà (B)      | 340    | 0,35  | -     |
|                                               | Maila Ermini                                   | 318                         | 0,31  | Per il Bene Comune                   | 301    | 0,31  | -     |
|                                               | Renzo Bellandi                                 | 250                         | 0,25  | Sinistra Rosso-Verde                 | 254    | 0,26  | -     |
| Totale                                        | Totale                                         | 101.085                     |       |                                      | 96.989 |       | 40    |

- Le liste contrassegnate con le lettere A e B sono apparentate al secondo turno con il candidato sindaco Roberto Cenni.

Ballottaggio
| Candidati | Candidati                | Voti   | %      |
| --------- | ------------------------ | ------ | ------ |
|           | Roberto Cenni ✔️ Sindaco | 44.591 | 50,91  |
|           | Massimo Silvano Carlesi  | 42.996 | 49,09  |
| Totale    | Totale                   | 87.587 | 100,00 |

### Umbria

#### Perugia
| Candidati                            | Candidati                    | Voti                        | %     | Liste                           | Voti   | %     | Seggi |
| ------------------------------------ | ---------------------------- | --------------------------- | ----- | ------------------------------- | ------ | ----- | ----- |
|                                      | Wladimiro Boccali ✔️ Sindaco | 51.114                      | 52,93 | Partito Democratico             | 31.737 | 34,22 | 16    |
| Sinistra e Socialisti per Perugia    | Wladimiro Boccali ✔️ Sindaco | 51.114                      | 52,93 | 6.366                           | 6,86   | 3     |       |
| Italia dei Valori                    | Wladimiro Boccali ✔️ Sindaco | 51.114                      | 52,93 | 4.406                           | 4,75   | 2     |       |
| Partito della Rifondazione Comunista | Wladimiro Boccali ✔️ Sindaco | 51.114                      | 52,93 | 4.260                           | 4,59   | 2     |       |
| Partito dei Comunisti Italiani       | Wladimiro Boccali ✔️ Sindaco | 51.114                      | 52,93 | 1.945                           | 2,10   | 1     |       |
| Perugia Civica                       | Wladimiro Boccali ✔️ Sindaco | 51.114                      | 52,93 | 1.476                           | 1,59   | -     |       |
|                                      | Giuseppe Sbrenna             | 36.447                      | 37,74 | Il Popolo della Libertà         | 25.667 | 27,67 | 12    |
| Unione di Centro                     | Giuseppe Sbrenna             | 36.447                      | 37,74 | 4.366                           | 4,71   | 2     |       |
| Perugia di Tutti                     | Giuseppe Sbrenna             | 36.447                      | 37,74 | 3.106                           | 3,35   | 1     |       |
| La Destra                            | Giuseppe Sbrenna             | 36.447                      | 37,74 | 1.056                           | 1,14   | -     |       |
| Seggio al candidato sindaco          | Seggio al candidato sindaco  | Seggio al candidato sindaco | 37,74 | 1                               |        |       |       |
|                                      | Carla Spagnoli               | 3.027                       | 3,13  | Movimento per Perugia           | 2.752  | 2,97  | -     |
|                                      | Michele Pietrelli            | 1.840                       | 1,91  | Lista Civica 5 Stelle           | 1.642  | 1,77  | -     |
|                                      | Ada Girolamini               | 1.496                       | 1,55  | Socialisti Liberali per Perugia | 1.451  | 1,56  | -     |
|                                      | Francesco Miroballo          | 1.477                       | 1,53  | Lega Nord                       | 1.424  | 1,54  | -     |
|                                      | Ettore Bertolini             | 633                         | 0,66  | Perugia Tricolore               | 604    | 0,65  | -     |
|                                      | John De Paulis               | 528                         | 0,55  | Liberiamo Perugia               | 489    | 0,53  | -     |
| Totale                               | Totale                       | 96.562                      |       |                                 | 92.747 |       | 40    |

#### Terni
| Candidati                                   | Candidati                                   | Voti                        | %     | Liste                   | Voti   | %     | Seggi |
| ------------------------------------------- | ------------------------------------------- | --------------------------- | ----- | ----------------------- | ------ | ----- | ----- |
|                                             | Leopoldo Di Girolamo Accede al ballottaggio | 32.776                      | 49,46 | Partito Democratico     | 19.842 | 31,70 | 17    |
| Rifondazione Comunista - Comunisti Italiani | Leopoldo Di Girolamo Accede al ballottaggio | 32.776                      | 49,46 | 4.054                   | 6,48   | 3     |       |
| Progetto Terni                              | Leopoldo Di Girolamo Accede al ballottaggio | 32.776                      | 49,46 | 3.348                   | 5,35   | 2     |       |
| Sinistra e Libertà                          | Leopoldo Di Girolamo Accede al ballottaggio | 32.776                      | 49,46 | 2.217                   | 3,54   | 1     |       |
| Italia dei Valori                           | Leopoldo Di Girolamo Accede al ballottaggio | 32.776                      | 49,46 | 2.049                   | 3,27   | 1     |       |
| Partito Pensionati                          | Leopoldo Di Girolamo Accede al ballottaggio | 32.776                      | 49,46 | 759                     | 1,21   | -     |       |
|                                             | Antonio Baldassarre Accede al ballottaggio  | 24.594                      | 37,11 | Il Popolo della Libertà | 13.512 | 21,59 | 7     |
| Baldassarre Sindaco                         | Antonio Baldassarre Accede al ballottaggio  | 24.594                      | 37,11 | 8.818                   | 14,09  | 5     |       |
| Seggio al candidato sindaco                 | Seggio al candidato sindaco                 | Seggio al candidato sindaco | 37,11 | 1                       |        |       |       |
|                                             | Enrico Melasecche Germini                   | 3.608                       | 5,44  | Unione di Centro        | 2.330  | 3,72  | 1     |
| Change for Terni                            | Enrico Melasecche Germini                   | 3.608                       | 5,44  | 862                     | 1,38   | -     |       |
| Seggio al candidato sindaco                 | Seggio al candidato sindaco                 | Seggio al candidato sindaco | 5,44  | 1                       |        |       |       |
|                                             | Leo Venturi                                 | 3.303                       | 4,98  | Terni Oltre             | 2.753  | 4,40  | -     |
| No Tevere Nera                              | Leo Venturi                                 | 3.303                       | 4,98  | 138                     | 0,22   | -     |       |
| Seggio al candidato sindaco                 | Seggio al candidato sindaco                 | Seggio al candidato sindaco | 4,98  | 1                       |        |       |       |
|                                             | Massimo Valigi                              | 1.025                       | 1,55  | Lista Valigi            | 1.005  | 1,61  | -     |
|                                             | Gianluca Procaccini                         | 610                         | 0,92  | La Destra               | 559    | 0,89  | -     |
|                                             | Stefania Trabalza                           | 356                         | 0,54  | Liberal Democratici     | 339    | 0,54  | -     |
| Totale                                      | Totale                                      | 66.272                      | 100   |                         | 62.585 | 100   | 40    |

Ballottaggio
| Candidati | Candidati                       | Voti   | %      |
| --------- | ------------------------------- | ------ | ------ |
|           | Leopoldo Di Girolamo ✔️ Sindaco | 28.722 | 53,01  |
|           | Antonio Baldassarre             | 25.457 | 46,99  |
| Totale    | Totale                          | 54.179 | 100,00 |

### Marche

#### Ancona
| Candidati                                   | Candidati                                  | Voti                        | %     | Liste                      | Voti   | %     | Seggi |
| ------------------------------------------- | ------------------------------------------ | --------------------------- | ----- | -------------------------- | ------ | ----- | ----- |
|                                             | Fiorello Gramillano Accede al ballottaggio | 23.991                      | 40,92 | Partito Democratico        | 15.885 | 28,32 | 18    |
| Italia dei Valori                           | Fiorello Gramillano Accede al ballottaggio | 23.991                      | 40,92 | 2.534                      | 4,52   | 3     |       |
| Rifondazione Comunista - Comunisti Italiani | Fiorello Gramillano Accede al ballottaggio | 23.991                      | 40,92 | 2.322                      | 4,14   | 2     |       |
| Partito Socialista                          | Fiorello Gramillano Accede al ballottaggio | 23.991                      | 40,92 | 840                        | 1,50   | 1     |       |
| Movimento Repubblicani Europei              | Fiorello Gramillano Accede al ballottaggio | 23.991                      | 40,92 | 771                        | 1,37   | -     |       |
| Federazione dei Verdi - Lista Civica Ancona | Fiorello Gramillano Accede al ballottaggio | 23.991                      | 40,92 | 698                        | 1,24   | -     |       |
|                                             | Giacomo Bugaro Accede al ballottaggio      | 19.787                      | 33,75 | Il Popolo della Libertà    | 17.432 | 31,07 | 10    |
| Lega Nord                                   | Giacomo Bugaro Accede al ballottaggio      | 19.787                      | 33,75 | 1.110                      | 1,98   | -     |       |
| Rialzati Ancona                             | Giacomo Bugaro Accede al ballottaggio      | 19.787                      | 33,75 | 323                        | 0,58   | -     |       |
| Seggio al candidato sindaco                 | Seggio al candidato sindaco                | Seggio al candidato sindaco | 33,75 | 1                          |        |       |       |
|                                             | Renato Galeazzi                            | 4.817                       | 8,22  | Renato Galeazzi il Sindaco | 4.694  | 8,37  | 2     |
|                                             | Eugenio Duca                               | 3.455                       | 5,89  | Sinistra per Ancona        | 3.135  | 5,59  | 1     |
|                                             | Mauro Callegati                            | 2.850                       | 4,86  | Lista Civica 5 Stelle      | 2.625  | 4,68  | 1     |
|                                             | Andrea Speciale                            | 2.680                       | 4,57  | Unione di Centro (A)       | 2.683  | 4,78  | 1     |
|                                             | Fausto Giorgi                              | 681                         | 1,16  | Noi per Ancona (B)         | 702    | 1,25  | -     |
|                                             | Elisa Gasparroni                           | 362                         | 0,62  | Forza Nuova                | 344    | 0,61  | -     |
| Totale                                      | Totale                                     | 58.623                      |       |                            | 56.098 |       | 40    |

- Le liste contrassegnate con le lettere A e B sono apparentate al secondo turno con il candidato sindaco Giacomo Bugaro.

Ballottaggio
| Candidati | Candidati                      | Voti   | %      |
| --------- | ------------------------------ | ------ | ------ |
|           | Fiorello Gramillano ✔️ Sindaco | 28.579 | 56,76  |
|           | Giacomo Bugaro                 | 21.776 | 43,24  |
| Totale    | Totale                         | 50.355 | 100,00 |

#### Ascoli Piceno
| Candidati                                   | Candidati                              | Voti                        | %     | Liste                         | Voti   | %     | Seggi |
| ------------------------------------------- | -------------------------------------- | --------------------------- | ----- | ----------------------------- | ------ | ----- | ----- |
|                                             | Guido Castelli Accede al ballottaggio  | 14.253                      | 43,29 | Il Popolo della Libertà       | 9.601  | 30,87 | 17    |
| Castelli Sindaco                            | Guido Castelli Accede al ballottaggio  | 14.253                      | 43,29 | 2.808                         | 9,03   | 5     |       |
| Lavoro Legalità                             | Guido Castelli Accede al ballottaggio  | 14.253                      | 43,29 | 1.177                         | 3,77   | 2     |       |
| Lega Nord                                   | Guido Castelli Accede al ballottaggio  | 14.253                      | 43,29 | 303                           | 0,97   | -     |       |
| Popolari UDEUR                              | Guido Castelli Accede al ballottaggio  | 14.253                      | 43,29 | 236                           | 0,76   | -     |       |
|                                             | Antonio Canzian Accede al ballottaggio | 11.329                      | 34,41 | Partito Democratico           | 5.633  | 18,11 | 6     |
| Primavera di Ascoli                         | Antonio Canzian Accede al ballottaggio | 11.329                      | 34,41 | 2.814                         | 9,05   | 3     |       |
| Italia dei Valori                           | Antonio Canzian Accede al ballottaggio | 11.329                      | 34,41 | 833                           | 2,68   | 1     |       |
| Rifondazione Comunista - Comunisti Italiani | Antonio Canzian Accede al ballottaggio | 11.329                      | 34,41 | 713                           | 2,29   | -     |       |
| Seggio al candidato sindaco                 | Seggio al candidato sindaco            | Seggio al candidato sindaco | 34,41 | 1                             |        |       |       |
|                                             | Amedeo Ciccanti                        | 2.717                       | 8,25  | Unione di Centro              | 2.856  | 9,18  | 3     |
|                                             | Marco Regnicoli                        | 1.915                       | 5,82  | L'Alveare (A)                 | 1.529  | 4,92  | 1     |
|                                             | Walter Gibellieri                      | 1.753                       | 5,32  | Ascoli con Gibellieri Sindaco | 1.641  | 5,28  | 1     |
|                                             | Emidio Catalucci                       | 532                         | 1,62  | Sinistra Democratica          | 522    | 1,68  | -     |
|                                             | Stefano Cannelli                       | 293                         | 0,89  | La Destra - Fiamma Tricolore  | 303    | 0,97  | -     |
|                                             | Giuseppina Maurizi                     | 135                         | 0,41  | Movimento Tutela Salute       | 135    | 0,43  | -     |
| Totale                                      | Totale                                 | 32.927                      |       |                               | 31.104 |       | 40    |

- La lista contrassegnata con la lettera A è apparentata al secondo turno con il candidato sindaco Antonio Canzian.

Ballottaggio
| Candidati | Candidati                 | Voti   | %      |
| --------- | ------------------------- | ------ | ------ |
|           | Guido Castelli ✔️ Sindaco | 14.700 | 50,74  |
|           | Antonio Canzian           | 14.272 | 49,26  |
| Totale    | Totale                    | 28.972 | 100,00 |

#### Pesaro
| Candidati                            | Candidati                   | Voti                        | %     | Liste                            | Voti   | %     | Seggi |
| ------------------------------------ | --------------------------- | --------------------------- | ----- | -------------------------------- | ------ | ----- | ----- |
|                                      | Luca Ceriscioli ✔️ Sindaco  | 29.654                      | 52,38 | Partito Democratico              | 18.157 | 33,53 | 17    |
| Italia dei Valori                    | Luca Ceriscioli ✔️ Sindaco  | 29.654                      | 52,38 | 2.738                            | 5,06   | 2     |       |
| Vivi Pesaro                          | Luca Ceriscioli ✔️ Sindaco  | 29.654                      | 52,38 | 2.156                            | 3,98   | 2     |       |
| Uniti                                | Luca Ceriscioli ✔️ Sindaco  | 29.654                      | 52,38 | 1.698                            | 3,14   | 1     |       |
| Partito della Rifondazione Comunista | Luca Ceriscioli ✔️ Sindaco  | 29.654                      | 52,38 | 1.518                            | 2,80   | 1     |       |
| Liberi per Pesaro                    | Luca Ceriscioli ✔️ Sindaco  | 29.654                      | 52,38 | 1.442                            | 2,66   | 1     |       |
| Partito dei Comunisti Italiani       | Luca Ceriscioli ✔️ Sindaco  | 29.654                      | 52,38 | 659                              | 1,22   | -     |       |
| Federazione dei Verdi                | Luca Ceriscioli ✔️ Sindaco  | 29.654                      | 52,38 | 465                              | 0,86   | -     |       |
| Sinistra per Pesaro                  | Luca Ceriscioli ✔️ Sindaco  | 29.654                      | 52,38 | 372                              | 0,69   | -     |       |
|                                      | Piergiorgio Cascino         | 15.239                      | 26,92 | Il Popolo della Libertà          | 13.120 | 24,23 | 10    |
| Unione di Centro                     | Piergiorgio Cascino         | 15.239                      | 26,92 | 1.234                            | 2,28   | -     |       |
| Seggio al candidato sindaco          | Seggio al candidato sindaco | Seggio al candidato sindaco | 26,92 | 1                                |        |       |       |
|                                      | Giuseppe Mascioni           | 4.181                       | 7,39  | La Rosa di Pesaro                | 3.721  | 6,87  | 3     |
|                                      | Dante Roscini               | 2.522                       | 4,46  | Lega Nord                        | 2.336  | 4,31  | 1     |
|                                      | Mirko Ballerini             | 2.016                       | 3,56  | Lista Civica 5 Stelle            | 1.845  | 3,41  | 1     |
|                                      | Maurizio Sebastiani         | 1.259                       | 2,22  | Città in Comune                  | 1.143  | 2,11  | -     |
|                                      | Walter Stafoggia            | 772                         | 1,36  | La Destra                        | 671    | 1,24  | -     |
|                                      | Renato Morsiani             | 642                         | 1,13  | Morsiani Sindaco                 | 576    | 1,06  | -     |
|                                      | Davide Margiotta            | 324                         | 0,57  | Partito di Alternativa Comunista | 303    | 0,56  | -     |
| Totale                               | Totale                      | 56.609                      |       |                                  | 54.154 |       | 40    |

#### Urbino
| Candidati                                   | Candidati                  | Voti  | %     | Liste               | Voti  | %     | Seggi |
| ------------------------------------------- | -------------------------- | ----- | ----- | ------------------- | ----- | ----- | ----- |
|                                             | Franco Corbucci ✔️ Sindaco | 5.236 | 54,29 | Partito Democratico | 4.026 | 43,23 | 11    |
| Federazione dei Verdi                       | Franco Corbucci ✔️ Sindaco | 5.236 | 54,29 | 493                 | 5,29  | 1     |       |
| Partito Socialista                          | Franco Corbucci ✔️ Sindaco | 5.236 | 54,29 | 376                 | 4,04  | 1     |       |
| Rifondazione Comunista - Comunisti Italiani | Franco Corbucci ✔️ Sindaco | 5.236 | 54,29 | 317                 | 3,40  | -     |       |
| Italia dei Valori                           | Franco Corbucci ✔️ Sindaco | 5.236 | 54,29 | 292                 | 3,14  | -     |       |
|                                             | Alfredo Bonelli            | 2.295 | 24,04 | Per Urbino          | 1.986 | 21,33 | 4     |
|                                             | Maurizio Gambini           | 1.670 | 17,49 | Liberi per Cambiare | 1.482 | 15,91 | 3     |
|                                             | Domenico Campogiani        | 399   | 4,18  | Unione di Centro    | 341   | 3,66  | -     |
| Totale                                      | Totale                     | 9.548 |       |                     | 9.313 |       | 20    |

### Abruzzo

#### Pescara
| Candidati                                    | Candidati                      | Voti                        | %     | Liste                                | Voti   | %     | Seggi |
| -------------------------------------------- | ------------------------------ | --------------------------- | ----- | ------------------------------------ | ------ | ----- | ----- |
|                                              | Luigi Albore Mascia ✔️ Sindaco | 39.498                      | 54,47 | Il Popolo della Libertà              | 20.904 | 30,42 | 14    |
| Rialzati Abruzzo                             | Luigi Albore Mascia ✔️ Sindaco | 39.498                      | 54,47 | 8.904                                | 12,96  | 6     |       |
| Unione di Centro                             | Luigi Albore Mascia ✔️ Sindaco | 39.498                      | 54,47 | 3.902                                | 5,68   | 2     |       |
| Lista Teodoro per Pescara                    | Luigi Albore Mascia ✔️ Sindaco | 39.498                      | 54,47 | 3.364                                | 4,89   | 2     |       |
| Alleanza e Forza per Pescara                 | Luigi Albore Mascia ✔️ Sindaco | 39.498                      | 54,47 | 1.105                                | 1,61   | -     |       |
| Movimento per le Autonomie                   | Luigi Albore Mascia ✔️ Sindaco | 39.498                      | 54,47 | 885                                  | 1,29   | -     |       |
| Lega Nord                                    | Luigi Albore Mascia ✔️ Sindaco | 39.498                      | 54,47 | 343                                  | 0,50   | -     |       |
| Semper Fideli Luci - Innovazione per Pescara | Luigi Albore Mascia ✔️ Sindaco | 39.498                      | 54,47 | 206                                  | 0,30   | -     |       |
| Eco                                          | Luigi Albore Mascia ✔️ Sindaco | 39.498                      | 54,47 | 115                                  | 0,17   | -     |       |
| Liberalsocialisti                            | Luigi Albore Mascia ✔️ Sindaco | 39.498                      | 54,47 | 73                                   | 0,11   | -     |       |
|                                              | Marco Alessandrini             | 27.223                      | 37,54 | Partito Democratico                  | 14.148 | 20,59 | 9     |
| Italia dei Valori                            | Marco Alessandrini             | 27.223                      | 37,54 | 4.666                                | 6,79   | 3     |       |
| Sinistra (PdCI - Verdi - SD)                 | Marco Alessandrini             | 27.223                      | 37,54 | 2.789                                | 4.06   | 1     |       |
| Insieme per Pescara Città Ponte              | Marco Alessandrini             | 27.223                      | 37,54 | 2.253                                | 3,28   | 1     |       |
| Patto Riformista                             | Marco Alessandrini             | 27.223                      | 37,54 | 159                                  | 0,23   | -     |       |
| Seggio al candidato sindaco                  | Seggio al candidato sindaco    | Seggio al candidato sindaco | 37,54 | 1                                    |        |       |       |
|                                              | Maurizio Acerbo                | 2.427                       | 3,35  | Partito della Rifondazione Comunista | 2.096  | 3,05  | 1     |
|                                              | Ugo Zuccarini                  | 2.061                       | 2,84  | Pescara Nuova                        | 1.820  | 2,65  | -     |
|                                              | Stefano Murgo                  | 1.032                       | 1,42  | Lista Civica 5 Stelle                | 787    | 1,15  | -     |
|                                              | Giorgio D'Amico                | 274                         | 0,38  | D'Amico Sindaco                      | 205    | 0,30  | -     |
| Totale                                       | Totale                         | 72.515                      |       |                                      | 68.724 |       | 40    |

#### Teramo
| Candidati                   | Candidati                   | Voti                        | %     | Liste                                       | Voti   | %     | Seggi |
| --------------------------- | --------------------------- | --------------------------- | ----- | ------------------------------------------- | ------ | ----- | ----- |
|                             | Maurizio Brucchi ✔️ Sindaco | 20.239                      | 57,07 | Il Popolo della Libertà                     | 12.817 | 36,90 | 16    |
| Al Centro per Teramo        | Maurizio Brucchi ✔️ Sindaco | 20.239                      | 57,07 | 5.521                                       | 15,89  | 6     |       |
| Unione di Centro            | Maurizio Brucchi ✔️ Sindaco | 20.239                      | 57,07 | 1.586                                       | 4,57   | 2     |       |
| Lega Nord                   | Maurizio Brucchi ✔️ Sindaco | 20.239                      | 57,07 | 253                                         | 0,73   | -     |       |
|                             | Paolo Albi                  | 13.226                      | 37,30 | Partito Democratico                         | 7.240  | 20,84 | 9     |
| Città di Virtù              | Paolo Albi                  | 13.226                      | 37,30 | 2.677                                       | 7,71   | 3     |       |
| Unione Democratici Teramani | Paolo Albi                  | 13.226                      | 37,30 | 1.527                                       | 4,40   | 1     |       |
| Italia dei Valori           | Paolo Albi                  | 13.226                      | 37,30 | 1.382                                       | 3,98   | 1     |       |
| Sinistra e Libertà          | Paolo Albi                  | 13.226                      | 37,30 | 540                                         | 1,55   | -     |       |
| Seggio al candidato sindaco | Seggio al candidato sindaco | Seggio al candidato sindaco | 37,30 | 1                                           |        |       |       |
|                             | Sandro Santacroce           | 1.997                       | 5,63  | Rifondazione Comunista - Comunisti Italiani | 1.193  | 3,43  | 1     |
| Totale                      | Totale                      | 35.462                      |       |                                             | 34.736 |       | 40    |

### Molise

#### Campobasso
| Candidati                                   | Candidati                      | Voti                        | %     | Liste                       | Voti   | %     | Seggi |
| ------------------------------------------- | ------------------------------ | --------------------------- | ----- | --------------------------- | ------ | ----- | ----- |
|                                             | Luigi Di Bartolomeo ✔️ Sindaco | 19.387                      | 56,67 | Il Popolo della Libertà     | 7.132  | 21,45 | 10    |
| Progetto Molise                             | Luigi Di Bartolomeo ✔️ Sindaco | 19.387                      | 56,67 | 2.759                       | 8,30   | 4     |       |
| Democrazia Popolare                         | Luigi Di Bartolomeo ✔️ Sindaco | 19.387                      | 56,67 | 2.737                       | 8,23   | 4     |       |
| Popolari UDEUR                              | Luigi Di Bartolomeo ✔️ Sindaco | 19.387                      | 56,67 | 1.975                       | 5,94   | 3     |       |
| Molise Civile                               | Luigi Di Bartolomeo ✔️ Sindaco | 19.387                      | 56,67 | 1.925                       | 5,79   | 2     |       |
| Alleanza di Centro                          | Luigi Di Bartolomeo ✔️ Sindaco | 19.387                      | 56,67 | 1.668                       | 5,02   | 2     |       |
| Unione di Centro                            | Luigi Di Bartolomeo ✔️ Sindaco | 19.387                      | 56,67 | 1.593                       | 4,79   | 2     |       |
| Movimento per le Autonomie                  | Luigi Di Bartolomeo ✔️ Sindaco | 19.387                      | 56,67 | 1.041                       | 3,13   | 1     |       |
| Rinnovamento per Campobasso                 | Luigi Di Bartolomeo ✔️ Sindaco | 19.387                      | 56,67 | 619                         | 1,86   | -     |       |
| Unione Popolare Molisana                    | Luigi Di Bartolomeo ✔️ Sindaco | 19.387                      | 56,67 | 391                         | 1,18   | -     |       |
| Bella Italia                                | Luigi Di Bartolomeo ✔️ Sindaco | 19.387                      | 56,67 | 306                         | 0,92   | -     |       |
|                                             | Massimo Romano                 | 6.332                       | 18,48 | Italia dei Valori           | 3.946  | 11,87 | 5     |
|                                             | Augusto Massa                  | 4.996                       | 14,58 | Partito Democratico         | 3.743  | 11,26 | 4     |
|                                             | Gaetano Di Niro                | 2.117                       | 6,18  | Nuova Primavera Democratica | 1.292  | 3,89  | 1     |
| Partito Socialista - Verdi                  | Gaetano Di Niro                | 2.117                       | 6,18  | 430                         | 1,29   | -     |       |
| Laboratorio Molise                          | Gaetano Di Niro                | 2.117                       | 6,18  | 379                         | 1,14   | -     |       |
| Seggio al candidato sindaco                 | Seggio al candidato sindaco    | Seggio al candidato sindaco | 6,18  | 1                           |        |       |       |
|                                             | Adriana Izzi                   | 1.162                       | 3,39  | Citt@dinoi                  | 687    | 2,07  | -     |
| Rifondazione Comunista - Comunisti Italiani | Adriana Izzi                   | 1.162                       | 3,39  | 413                         | 1,24   | -     |       |
| Seggio al candidato sindaco                 | Seggio al candidato sindaco    | Seggio al candidato sindaco | 3,39  | 1                           |        |       |       |
|                                             | Giovanni Muccio                | 275                         | 0,80  | Società Sicurezza           | 211    | 0,63  | -     |
| Totale                                      | Totale                         | 34.269                      |       |                             | 33.247 |       | 40    |

### Campania

#### Avellino
| Candidati                                                      | Candidati                               | Voti                        | %     | Liste                      | Voti   | %     | Seggi |
| -------------------------------------------------------------- | --------------------------------------- | --------------------------- | ----- | -------------------------- | ------ | ----- | ----- |
|                                                                | Massimo Preziosi Accede al ballottaggio | 16.310                      | 42,90 | Unione di Centro           | 6.129  | 16,64 | 6     |
| Il Popolo della Libertà                                        | Massimo Preziosi Accede al ballottaggio | 16.310                      | 42,90 | 5.043                      | 13,69  | 5     |       |
| Vento di Centro                                                | Massimo Preziosi Accede al ballottaggio | 16.310                      | 42,90 | 2.574                      | 6,99   | 2     |       |
| Movimento per le Autonomie                                     | Massimo Preziosi Accede al ballottaggio | 16.310                      | 42,90 | 1.012                      | 2,75   | 1     |       |
| Popolari UDEUR                                                 | Massimo Preziosi Accede al ballottaggio | 16.310                      | 42,90 | 1.005                      | 2,73   | -     |       |
| Italiani nel Mondo                                             | Massimo Preziosi Accede al ballottaggio | 16.310                      | 42,90 | 742                        | 2,01   | -     |       |
| Alleanza di Centro                                             | Massimo Preziosi Accede al ballottaggio | 16.310                      | 42,90 | 733                        | 1,99   | -     |       |
| Nuovo PSI                                                      | Massimo Preziosi Accede al ballottaggio | 16.310                      | 42,90 | 288                        | 0,78   | -     |       |
| La Destra                                                      | Massimo Preziosi Accede al ballottaggio | 16.310                      | 42,90 | 222                        | 0,60   | -     |       |
| Seggio al candidato sindaco                                    | Seggio al candidato sindaco             | Seggio al candidato sindaco | 42,90 | 1                          |        |       |       |
|                                                                | Giuseppe Galasso Accede al ballottaggio | 15.997                      | 42,08 | Partito Democratico        | 10.324 | 28,03 | 18    |
| Democratici per Avellino                                       | Giuseppe Galasso Accede al ballottaggio | 15.997                      | 42,08 | 1.674                      | 4,55   | 3     |       |
| Italia dei Valori                                              | Giuseppe Galasso Accede al ballottaggio | 15.997                      | 42,08 | 1.016                      | 2,76   | 1     |       |
| Partito Socialista                                             | Giuseppe Galasso Accede al ballottaggio | 15.997                      | 42,08 | 467                        | 1,27   | -     |       |
| La Sinistra che Unisce (MpS - Verdi - Socialisti Irpini - UlS) | Giuseppe Galasso Accede al ballottaggio | 15.997                      | 42,08 | 371                        | 1,01   | -     |       |
| Pensionati per l'Irpinia                                       | Giuseppe Galasso Accede al ballottaggio | 15.997                      | 42,08 | 81                         | 0,22   | -     |       |
|                                                                | Antonio Gengaro                         | 2.684                       | 7,06  | Centrosinistra Alternativo | 1.352  | 3,67  | -     |
| Rifondazione Comunista - Comunisti Italiani                    | Antonio Gengaro                         | 2.684                       | 7,06  | 735                        | 2,00   | -     |       |
| Seggio al candidato sindaco                                    | Seggio al candidato sindaco             | Seggio al candidato sindaco | 7,06  | 1                          |        |       |       |
|                                                                | Gianluca Festa                          | 1.996                       | 5,25  | Avellino Futura (A)        | 891    | 2,42  | 1     |
| Uniti per Avellino (B)                                         | Gianluca Festa                          | 1.996                       | 5,25  | 617                        | 1,68   | 1     |       |
| Riscopriamo Avellino                                           | Gianluca Festa                          | 1.996                       | 5,25  | 446                        | 1,21   | -     |       |
| Seggio al candidato sindaco                                    | Seggio al candidato sindaco             | Seggio al candidato sindaco | 5,25  | 1                          |        |       |       |
|                                                                | Nicola Micera                           | 1.032                       | 2,71  | Movimento di Centro        | 1.108  | 3,01  | -     |
| Totale                                                         | Totale                                  | 38.019                      |       |                            | 36.830 |       | 40    |

- Le liste contrassegnate con le lettere A e B sono apparentate al secondo turno con il candidato sindaco Giuseppe Galasso.

Ballottaggio
| Candidati | Candidati                   | Voti   | %      |
| --------- | --------------------------- | ------ | ------ |
|           | Giuseppe Galasso ✔️ Sindaco | 19.683 | 61,58  |
|           | Massimo Preziosi            | 12.281 | 38,42  |
| Totale    | Totale                      | 31.964 | 100,00 |

### Puglia

#### Bari
| Candidati                                             | Candidati                                         | Voti                        | %     | Liste                   | Voti    | %     | Seggi |
| ----------------------------------------------------- | ------------------------------------------------- | --------------------------- | ----- | ----------------------- | ------- | ----- | ----- |
|                                                       | Michele Emiliano Accede al ballottaggio           | 100.614                     | 49,09 | Partito Democratico     | 30.734  | 16,78 | 11    |
| Emiliano per Bari                                     | Michele Emiliano Accede al ballottaggio           | 100.614                     | 49,09 | 26.411                  | 14,40   | 9     |       |
| Italia dei Valori                                     | Michele Emiliano Accede al ballottaggio           | 100.614                     | 49,09 | 8.149                   | 4,47    | 2     |       |
| Sinistra per Bari                                     | Michele Emiliano Accede al ballottaggio           | 100.614                     | 49,09 | 7.262                   | 3,96    | 2     |       |
| Realtà Pugliese                                       | Michele Emiliano Accede al ballottaggio           | 100.614                     | 49,09 | 6.462                   | 3,52    | 2     |       |
| I Moderati per Emiliano                               | Michele Emiliano Accede al ballottaggio           | 100.614                     | 49,09 | 4.821                   | 2,63    | 1     |       |
| Rifondazione Comunista - Comunisti Italiani           | Michele Emiliano Accede al ballottaggio           | 100.614                     | 49,09 | 1.537                   | 0,84    | -     |       |
| Federazione dei Verdi                                 | Michele Emiliano Accede al ballottaggio           | 100.614                     | 49,09 | 749                     | 0,41    | -     |       |
| Bari Vai Avanti                                       | Michele Emiliano Accede al ballottaggio           | 100.614                     | 49,09 | 729                     | 0,40    | -     |       |
| Partito Politico Italiano dei Lavoratori e Pensionati | Michele Emiliano Accede al ballottaggio           | 100.614                     | 49,09 | 108                     | 0,06    | -     |       |
|                                                       | Simeone Di Cagno Abbrescia Accede al ballottaggio | 94.325                      | 46,02 | Il Popolo della Libertà | 36.560  | 20,01 | 9     |
| Lista Simeone Di Cagno Abbrescia                      | Simeone Di Cagno Abbrescia Accede al ballottaggio | 94.325                      | 46,02 | 22.428                  | 11,25   | 5     |       |
| La Puglia Prima di Tutto                              | Simeone Di Cagno Abbrescia Accede al ballottaggio | 94.325                      | 46,02 | 10.206                  | 5,62    | 2     |       |
| Democratici Popolari e Cristiani                      | Simeone Di Cagno Abbrescia Accede al ballottaggio | 94.325                      | 46,02 | 4.268                   | 2,32    | 1     |       |
| L'Autonomia per Bari (AdC - MpA - PRI)                | Simeone Di Cagno Abbrescia Accede al ballottaggio | 94.325                      | 46,02 | 3.623                   | 1,99    | -     |       |
| Gruppo Indipendente Libertà                           | Simeone Di Cagno Abbrescia Accede al ballottaggio | 94.325                      | 46,02 | 2.547                   | 1,39    | -     |       |
| Nuovo PSI                                             | Simeone Di Cagno Abbrescia Accede al ballottaggio | 94.325                      | 46,02 | 1.791                   | 0,98    | -     |       |
| Partito Socialista Democratico Italiano               | Simeone Di Cagno Abbrescia Accede al ballottaggio | 94.325                      | 46,02 | 1.671                   | 0,91    | -     |       |
| Euro Liberali - Partito Liberale                      | Simeone Di Cagno Abbrescia Accede al ballottaggio | 94.325                      | 46,02 | 1.290                   | 0,70    | -     |       |
| La Destra                                             | Simeone Di Cagno Abbrescia Accede al ballottaggio | 94.325                      | 46,02 | 925                     | 0,51    | -     |       |
| Lega Meridionale                                      | Simeone Di Cagno Abbrescia Accede al ballottaggio | 94.325                      | 46,02 | 728                     | 0,40    | -     |       |
| Per il Sud                                            | Simeone Di Cagno Abbrescia Accede al ballottaggio | 94.325                      | 46,02 | 355                     | 0,19    | -     |       |
| Sud in Movimento                                      | Simeone Di Cagno Abbrescia Accede al ballottaggio | 94.325                      | 46,02 | 90                      | 0,05    | -     |       |
| Seggio al candidato sindaco                           | Seggio al candidato sindaco                       | Seggio al candidato sindaco | 46,02 | 1                       |         |       |       |
|                                                       | Mario Russo Frattasi                              | 6.463                       | 3,18  | Unione di Centro (A)    | 4.829   | 2,65  | 1     |
| Io Sud                                                | Mario Russo Frattasi                              | 6.463                       | 3,18  | 1.401                   | 0,77    | -     |       |
| Seggio al candidato sindaco                           | Seggio al candidato sindaco                       | Seggio al candidato sindaco | 3,18  | 1                       |         |       |       |
|                                                       | Oronzo Signorile                                  | 1.229                       | 0,61  | Città Nostra (B)        | 1.112   | 0,61  | -     |
|                                                       | Lello Ciampolillo                                 | 749                         | 0,37  | Lista Civica 5 Stelle   | 815     | 0,44  | -     |
|                                                       | Donato Cippone                                    | 621                         | 0,31  | Patto Popolare          | 616     | 0,33  | -     |
|                                                       | Giovanni De Giglio                                | 292                         | 0,14  | Sinistra Critica        | 268     | 0,14  | -     |
|                                                       | Antonio De Martino                                | 264                         | 0,14  | Italia Libera           | 245     | 0,14  | -     |
|                                                       | Adele Dentice                                     | 261                         | 0,13  | Per il Bene Comune      | 228     | 0,13  | -     |
| Totale                                                | Totale                                            | 204.972                     |       |                         | 185.879 |       | 46    |

- Le liste contrassegnate con le lettere A e B sono apparentate al secondo turno con il candidato sindaco Michele Emiliano.

Ballottaggio
| Candidati | Candidati                   | Voti    | %      |
| --------- | --------------------------- | ------- | ------ |
|           | Michele Emiliano ✔️ Sindaco | 100.126 | 59,87  |
|           | Simeone Di Cagno Abbrescia  | 67.108  | 40,13  |
| Totale    | Totale                      | 167.234 | 100,00 |

#### Brindisi
| Candidati                              | Candidati                                 | Voti                        | %     | Liste                                       | Voti   | %     | Seggi |
| -------------------------------------- | ----------------------------------------- | --------------------------- | ----- | ------------------------------------------- | ------ | ----- | ----- |
|                                        | Domenico Mennitti Accede al ballottaggio  | 20.425                      | 37,83 | Il Popolo della Libertà                     | 13.591 | 26,51 | 18    |
| Brindisi c'è                           | Domenico Mennitti Accede al ballottaggio  | 20.425                      | 37,83 | 2.857                                       | 5,57   | 3     |       |
| Partito Repubblicano Italiano          | Domenico Mennitti Accede al ballottaggio  | 20.425                      | 37,83 | 2.202                                       | 4,30   | 2     |       |
| Alleanza per le Periferie              | Domenico Mennitti Accede al ballottaggio  | 20.425                      | 37,83 | 981                                         | 1,91   | 1     |       |
|                                        | Salvatore Brigante Accede al ballottaggio | 17.125                      | 31,72 | Partito Democratico                         | 6.700  | 13,07 | 4     |
| Democratici Repubblicani (MRE - Altri) | Salvatore Brigante Accede al ballottaggio | 17.125                      | 31,72 | 3.319                                       | 6,47   | 2     |       |
| Popolari per Brindisi                  | Salvatore Brigante Accede al ballottaggio | 17.125                      | 31,72 | 3.298                                       | 6,43   | 2     |       |
| Sviluppo e Lavoro                      | Salvatore Brigante Accede al ballottaggio | 17.125                      | 31,72 | 1.745                                       | 3,40   | 1     |       |
| Impegno Sociale                        | Salvatore Brigante Accede al ballottaggio | 17.125                      | 31,72 | 1.156                                       | 1,26   | -     |       |
| Seggio al candidato sindaco            | Seggio al candidato sindaco               | Seggio al candidato sindaco | 31,72 | 1                                           |        |       |       |
|                                        | Vincenzo Gallone                          | 4.663                       | 8,64  | Unione di Centro (A)                        | 3.622  | 7,07  | 1     |
| Brindisi Socialista (B)                | Vincenzo Gallone                          | 4.663                       | 8,64  | 1.200                                       | 2,34   | -     |       |
| Seggio al candidato sindaco            | Seggio al candidato sindaco               | Seggio al candidato sindaco | 8,64  | 1                                           |        |       |       |
|                                        | Antonio Giunta                            | 3.255                       | 6,03  | Italia dei Valori (C)                       | 2.563  | 5,00  | -     |
| Lista Civica 5 Stelle                  | Antonio Giunta                            | 3.255                       | 6,03  | 329                                         | 0,64   | -     |       |
| Seggio al candidato sindaco            | Seggio al candidato sindaco               | Seggio al candidato sindaco | 6,03  | 1                                           |        |       |       |
|                                        | Vincenzo Guadalupi                        | 3.201                       | 5,93  | Rifondazione Comunista - Comunisti Italiani | 1.042  | 2,03  | -     |
| Guadalupi per Brindisi                 | Vincenzo Guadalupi                        | 3.201                       | 5,93  | 1.014                                       | 1,98   | -     |       |
| Sinistra e Libertà                     | Vincenzo Guadalupi                        | 3.201                       | 5,93  | 659                                         | 1,29   | -     |       |
| Seggio al candidato sindaco            | Seggio al candidato sindaco               | Seggio al candidato sindaco | 5,93  | 1                                           |        |       |       |
|                                        | Raffaele De Maria                         | 2.563                       | 4,75  | Insieme per la Città                        | 1.493  | 2,91  | -     |
| Movimento per le Autonomie             | Raffaele De Maria                         | 2.563                       | 4,75  | 797                                         | 1,55   | -     |       |
| Pensionati e Invalidi                  | Raffaele De Maria                         | 2.563                       | 4,75  | 304                                         | 0,59   | -     |       |
| Seggio al candidato sindaco            | Seggio al candidato sindaco               | Seggio al candidato sindaco | 4,75  | 1                                           |        |       |       |
|                                        | Nicola Di Donna                           | 2.161                       | 4,00  | La Destra                                   | 1.291  | 2,52  | -     |
| Io Sud                                 | Nicola Di Donna                           | 2.161                       | 4,00  | 555                                         | 1,08   | -     |       |
| Seggio al candidato sindaco            | Seggio al candidato sindaco               | Seggio al candidato sindaco | 4,00  | 1                                           |        |       |       |
|                                        | Anna Bovenga                              | 597                         | 1,11  | Popolari UDEUR                              | 544    | 1,06  | -     |
| Totale                                 | Totale                                    | 53.990                      |       |                                             | 51.262 |       | 40    |

- Le liste contrassegnate con le lettere A, B e C sono apparentate al secondo turno con il candidato sindaco Salvatore Brigante.

Ballottaggio
| Candidati | Candidati                    | Voti   | %      |
| --------- | ---------------------------- | ------ | ------ |
|           | Domenico Mennitti ✔️ Sindaco | 21.458 | 52,54  |
|           | Salvatore Brigante           | 19.380 | 47,46  |
| Totale    | Totale                       | 40.838 | 100,00 |

#### Foggia
| Candidati                                   | Candidati                                 | Voti                        | %     | Liste                      | Voti   | %     | Seggi |
| ------------------------------------------- | ----------------------------------------- | --------------------------- | ----- | -------------------------- | ------ | ----- | ----- |
|                                             | Enrico Santaniello Accede al ballottaggio | 36.712                      | 41,92 | Il Popolo della Libertà    | 24.112 | 28,22 | 9     |
| Prima Foggia                                | Enrico Santaniello Accede al ballottaggio | 36.712                      | 41,92 | 5.597                      | 6,55   | 2     |       |
| La Puglia Prima di Tutto                    | Enrico Santaniello Accede al ballottaggio | 36.712                      | 41,92 | 5.153                      | 6,03   | 2     |       |
| Alleanza di Centro                          | Enrico Santaniello Accede al ballottaggio | 36.712                      | 41,92 | 2.267                      | 2,65   | -     |       |
| Partito Repubblicano Italiano               | Enrico Santaniello Accede al ballottaggio | 36.712                      | 41,92 | 1.227                      | 1,44   | -     |       |
| Democrazia Cristiana                        | Enrico Santaniello Accede al ballottaggio | 36.712                      | 41,92 | 969                        | 1,13   | -     |       |
| Nuovo PSI                                   | Enrico Santaniello Accede al ballottaggio | 36.712                      | 41,92 | 951                        | 1,11   | -     |       |
| Popolari UDEUR                              | Enrico Santaniello Accede al ballottaggio | 36.712                      | 41,92 | 786                        | 0,92   | -     |       |
| Democrazia Popolare                         | Enrico Santaniello Accede al ballottaggio | 36.712                      | 41,92 | 303                        | 0,35   | -     |       |
| Seggio al candidato sindaco                 | Seggio al candidato sindaco               | Seggio al candidato sindaco | 41,92 | 1                          |        |       |       |
|                                             | Gianni Mongelli Accede al ballottaggio    | 23.142                      | 26,43 | Partito Democratico        | 12.653 | 14,81 | 11    |
| Partito Socialista                          | Gianni Mongelli Accede al ballottaggio    | 23.142                      | 26,43 | 5.595                      | 6,65   | 4     |       |
| Gianni Mongelli per Foggia                  | Gianni Mongelli Accede al ballottaggio    | 23.142                      | 26,43 | 2.447                      | 2,86   | 2     |       |
| Rifondazione Comunista - Comunisti Italiani | Gianni Mongelli Accede al ballottaggio    | 23.142                      | 26,43 | 747                        | 0,87   | -     |       |
| Sinistra per Foggia                         | Gianni Mongelli Accede al ballottaggio    | 23.142                      | 26,43 | 728                        | 0,85   | -     |       |
|                                             | Anna Lucia Lambresa                       | 16.242                      | 18,55 | Unione di Centro (A)       | 6.580  | 7,70  | 4     |
| Lucia Lambresa Sindaco (B)                  | Anna Lucia Lambresa                       | 16.242                      | 18,55 | 2.994                      | 3,50   | 2     |       |
| Cristiani Uniti                             | Anna Lucia Lambresa                       | 16.242                      | 18,55 | 1.782                      | 2,09   | -     |       |
| La Rosa Bianca (C)                          | Anna Lucia Lambresa                       | 16.242                      | 18,55 | 1.056                      | 1,24   | -     |       |
| Amare Foggia (D)                            | Anna Lucia Lambresa                       | 16.242                      | 18,55 | 349                        | 0,41   | -     |       |
| Seggio al candidato sindaco                 | Seggio al candidato sindaco               | Seggio al candidato sindaco | 18,55 | 1                          |        |       |       |
|                                             | Paolo Agostinacchio                       | 4.753                       | 5,43  | La Destra                  | 3.086  | 3,61  | 1     |
|                                             | Giuseppe Trecca                           | 3.481                       | 3,98  | Italia dei Valori          | 3.188  | 3,73  | 1     |
|                                             | Gaetano Di Perna                          | 1.222                       | 1,40  | Movimento per le Autonomie | 1.286  | 1,51  | -     |
|                                             | Carmine Belmonte                          | 768                         | 0,88  | Governiamo Foggia          | 619    | 0,72  | -     |
|                                             | Rosa Schena                               | 756                         | 0,86  | Forza Nuova                | 539    | 0,63  | -     |
|                                             | Patrizio Ricciardi                        | 294                         | 0,34  | 1 di Noi                   | 271    | 0,32  | -     |
|                                             | Giuseppe Martorana                        | 201                         | 0,23  | Nuovo Ordine Nazionale     | 148    | 0,17  | -     |
| Totale                                      | Totale                                    | 87.571                      |       |                            | 85.433 |       | 40    |

- Le liste contrassegnate con le lettere A, B, C e D sono apparentate al secondo turno con il candidato sindaco Gianni Mongelli.

Ballottaggio
| Candidati | Candidati                  | Voti   | %      |
| --------- | -------------------------- | ------ | ------ |
|           | Gianni Mongelli ✔️ Sindaco | 33.855 | 53,37  |
|           | Enrico Santaniello         | 29.580 | 46,63  |
| Totale    | Totale                     | 63.435 | 100,00 |

### Basilicata

#### Potenza
| Candidati                        | Candidati                                | Voti                        | %     | Liste                                | Voti   | %     | Seggi |
| -------------------------------- | ---------------------------------------- | --------------------------- | ----- | ------------------------------------ | ------ | ----- | ----- |
|                                  | Vito Santarsiero Accede al ballottaggio  | 21,261                      | 46,46 | Partito Democratico                  | 9.853  | 22,04 | 12    |
| Popolari Uniti                   | Vito Santarsiero Accede al ballottaggio  | 21,261                      | 46,46 | 4.221                                | 9,44   | 5     |       |
| Con Santarsiero per Potenza      | Vito Santarsiero Accede al ballottaggio  | 21,261                      | 46,46 | 4.206                                | 9,41   | 5     |       |
| La Potenza dei Cittadini         | Vito Santarsiero Accede al ballottaggio  | 21,261                      | 46,46 | 1.338                                | 2,99   | 1     |       |
| Sinistra per la Basilicata       | Vito Santarsiero Accede al ballottaggio  | 21,261                      | 46,46 | 1.043                                | 2,33   | 1     |       |
| Federazione dei Verdi            | Vito Santarsiero Accede al ballottaggio  | 21,261                      | 46,46 | 667                                  | 1,49   | -     |       |
|                                  | Giuseppe Molinari Accede al ballottaggio | 16.172                      | 35,34 | Il Popolo della Libertà              | 5.634  | 12,60 | 5     |
| Democratici e Cattolici          | Giuseppe Molinari Accede al ballottaggio | 16.172                      | 35,34 | 3.897                                | 8,72   | 3     |       |
| Lista Civica per la Città        | Giuseppe Molinari Accede al ballottaggio | 16.172                      | 35,34 | 2.609                                | 5,84   | 2     |       |
| Federazione di Centro            | Giuseppe Molinari Accede al ballottaggio | 16.172                      | 35,34 | 1.364                                | 3,05   | 1     |       |
| I Socialisti                     | Giuseppe Molinari Accede al ballottaggio | 16.172                      | 35,34 | 1.180                                | 2,64   | 1     |       |
| Potenza delle Libertà            | Giuseppe Molinari Accede al ballottaggio | 16.172                      | 35,34 | 769                                  | 1,72   | -     |       |
| Unione Democratica di Basilicata | Giuseppe Molinari Accede al ballottaggio | 16.172                      | 35,34 | 512                                  | 1,15   | -     |       |
| La Grande Lucania                | Giuseppe Molinari Accede al ballottaggio | 16.172                      | 35,34 | 327                                  | 0,73   | -     |       |
| Giovani Federalisti Lucani       | Giuseppe Molinari Accede al ballottaggio | 16.172                      | 35,34 | 156                                  | 0,35   | -     |       |
| Seggio al candidato sindaco      | Seggio al candidato sindaco              | Seggio al candidato sindaco | 35,34 | 1                                    |        |       |       |
|                                  | Emilio Libutti                           | 2.878                       | 6,29  | Unione di Centro                     | 2.392  | 5,35  | 1     |
|                                  | Antonio Autilio                          | 2.525                       | 5,52  | Italia dei Valori                    | 2.463  | 5,51  | 1     |
|                                  | Salvatore Lacerra                        | 1.956                       | 4,27  | Movimento per le Autonomie           | 974    | 2,18  | -     |
| L'Altra Città                    | Salvatore Lacerra                        | 1.956                       | 4,27  | 504                                  | 1,13   | -     |       |
| Seggio al candidato sindaco      | Seggio al candidato sindaco              | Seggio al candidato sindaco | 4,27  | 1                                    |        |       |       |
|                                  | Marcello Travaglini                      | 789                         | 1,72  | Partito della Rifondazione Comunista | 474    | 1,06  | -     |
|                                  | Michele Somma                            | 178                         | 0,39  | Comunità Lucana                      | 116    | 0,26  | -     |
| Totale                           | Totale                                   | 45.759                      |       |                                      | 44.699 |       | 40    |

Ballottaggio
| Candidati | Candidati                   | Voti   | %      |
| --------- | --------------------------- | ------ | ------ |
|           | Vito Santarsiero ✔️ Sindaco | 21.233 | 59,31  |
|           | Giuseppe Molinari           | 14.569 | 40,69  |
| Totale    | Totale                      | 35.802 | 100,00 |

### Sicilia

#### Caltanissetta
| Candidati                                   | Candidati                              | Voti   | %     | Liste                      | Voti   | %     | Seggi |
| ------------------------------------------- | -------------------------------------- | ------ | ----- | -------------------------- | ------ | ----- | ----- |
|                                             | Michele Campisi Accede al ballottaggio | 15.032 | 39,03 | Il Popolo della Libertà    | 7.320  | 20,07 | 9     |
| Democrazia Cristiana                        | Michele Campisi Accede al ballottaggio | 15.032 | 39,03 | 2.247                      | 6,16   | 2     |       |
| Diversi Insieme                             | Michele Campisi Accede al ballottaggio | 15.032 | 39,03 | 2.054                      | 5,63   | 2     |       |
| Alleanza Azzurra                            | Michele Campisi Accede al ballottaggio | 15.032 | 39,03 | 1.791                      | 4,91   | -     |       |
| Campisi Sindaco                             | Michele Campisi Accede al ballottaggio | 15.032 | 39,03 | 1.265                      | 3,47   | -     |       |
| Città Nuova                                 | Michele Campisi Accede al ballottaggio | 15.032 | 39,03 | 54                         | 0,15   | -     |       |
|                                             | Fiorella Falci Accede al ballottaggio  | 10.879 | 28,35 | Partito Democratico        | 4.710  | 12,91 | 5     |
| Liberi di Sperare                           | Fiorella Falci Accede al ballottaggio  | 10.879 | 28,35 | 1.738                      | 4,36   | -     |       |
| Patto per Caltanissetta                     | Fiorella Falci Accede al ballottaggio  | 10.879 | 28,35 | 1.578                      | 4,33   | -     |       |
| Italia dei Valori                           | Fiorella Falci Accede al ballottaggio  | 10.879 | 28,35 | 1.561                      | 4,28   | -     |       |
| Rifondazione Comunista - Comunisti Italiani | Fiorella Falci Accede al ballottaggio  | 10.879 | 28,35 | 443                        | 1,22   | -     |       |
|                                             | Giovanna Candura                       | 7.344  | 19,07 | Movimento per le Autonomie | 5.221  | 14,31 | 5     |
| Unione di Centro (A)                        | Giovanna Candura                       | 7.344  | 19,07 | 3.904                      | 10,70  | 5     |       |
|                                             | Giovanni Ruvolo                        | 5.257  | 13,65 | Intesa Civica Solidale     | 2.105  | 5,77  | 2     |
| Grilli Nisseni                              | Giovanni Ruvolo                        | 5.257  | 13,65 | 482                        | 1,32   | -     |       |
| Totale                                      | Totale                                 | 38.512 |       |                            | 36.473 |       | 30    |

- La lista contrassegnata con la lettera A è apparentata al secondo turno con il candidato sindaco Michele Campisi.

Ballottaggio
| Candidati | Candidati                  | Voti   | %     |
| --------- | -------------------------- | ------ | ----- |
|           | Michele Campisi ✔️ Sindaco | 15.626 | 55,21 |
|           | Fiorella Falci             | 12.679 | 44,79 |
| Totale    |                            |        |       |

Fonti: Primo turno - Secondo turno - Seggi